# Segunda División de España 2010-11
La temporada 2010-11 de la Liga Adelante de fútbol fue la 80.ª edición de la Segunda División de España. Se disputó entre el 28 de agosto de 2010 y el 5 de junio de 2011.
El Real Betis se proclamó campeón, y junto al Rayo Vallecano y al Granada CF, ascendió a Primera División.

## Sistema de competición
La Segunda División de España 2010-11 está organizada por la Liga Nacional de Fútbol Profesional (LFP).
Como en temporadas precedentes, la Segunda División 2010-11 consta de un grupo único integrado por 22 clubes de toda la geografía española. Siguiendo un sistema de liga, los 22 equipos se enfrentan todos contra todos en dos ocasiones -una en campo propio y otra en campo contrario- sumando un total de 42 jornadas. El orden de los encuentros se decidió por sorteo antes de empezar la competición.
La clasificación final se establecerá con arreglo a los puntos obtenidos en cada enfrentamiento, a razón de tres por partido ganado, uno por empatado y ninguno en caso de derrota. Si al finalizar el campeonato dos equipos igualasen a puntos, los mecanismos para desempatar la clasificación será los siguientes:
1. El que tenga una mayor diferencia entre goles a favor y en contra en los enfrentamientos entre ambos.
2. Si persiste el empate, se tendrá en cuenta la diferencia de goles a favor y en contra en todos los encuentros del campeonato.

Si el empate a puntos es entre tres o más clubes, los sucesivos mecanismos de desempate serán los siguientes: 
1. La mejor puntuación de la que a cada uno corresponda a tenor de los resultados de los partidos jugados entre sí por los clubes implicados.
2. La mayor diferencia de goles a favor y en contra, considerando únicamente los partidos jugados entre sí por los clubes implicados.
3. La mayor diferencia de goles a favor y en contra teniendo en cuenta todos los encuentros del campeonato.
4. El mayor número de goles a favor teniendo en cuenta todos los encuentros del campeonato.
5. El club mejor clasificado con arreglo a los baremos de fair play.

### Efectos de la clasificación
La principal novedad de esta temporada es la modificación de los mecanismos de ascenso a Primera División, ya que se reduce una plaza de ascenso directo y se introduce un play-off de promoción.
El equipo que más puntos sume al final del campeonato será proclamado campeón de Liga de Segunda División y obtendrá automáticamente el ascenso a Primera División para la próxima temporada, junto con el subcampeón. Los cuatro siguientes clasificados (puestos del 3.º al 6.º) disputarán un play-off por eliminación directa a doble partido –ida y vuelta– cuyo vencedor final obtendrá también el ascenso a Primera División. Las plazas en Segunda División de los tres equipos ascendidos serán cubiertas la próxima temporada por los tres últimos clasificados, esta temporada, en Primera.
Por su parte, los cuatro últimos clasificados de Segunda División (puestos del 19.º al 22.º) serán descendidos a Segunda División B. De esta ascenderán los cuatro ganadores de la promoción, para reemplazar a los equipos que desciendan.

## Ascensos y descensos
Un total de 22 equipos disputan la liga, incluyendo quince equipos de la temporada anterior, cuatro ascendidos de Segunda B y tres descendidos de Primera División.
| Pos. | Ascendidos a 1.ª División |
| ---- | ------------------------- |
| 1º   | Real Sociedad             |
| 2º   | Hércules C. F.            |
| 3°   | Levante U. D.             |

| Pos. | Descendidos de 1.ª División |
| ---- | --------------------------- |
| 18.º | Real Valladolid C. F.       |
| 19.º | C. D. Tenerife              |
| 20.º | Xerez C. D.                 |

| Pos. | Descendidos a 2.ª División B |
| ---- | ---------------------------- |
| 19.º | Cádiz C. F.                  |
| 20.º | Real Murcia C. F.            |
| 21.º | Real Unión Club              |
| 22.º | C. D. Castellón              |

| Pos.      | Ascendidos de 2.ª División B |
| --------- | ---------------------------- |
| 1.º (IV)  | Granada C. F.                |
| 1.º (I)   | S. D. Ponferradina           |
| 1.º (II)  | A. D. Alcorcón               |
| 2.º (III) | Barcelona Atlètic            |

## Clubes participantes
| Equipo                           | Ciudad                     | Estadio                   |
| -------------------------------- | -------------------------- | ------------------------- |
| Albacete Balompié                | Albacete                   | Carlos Belmonte           |
| Agrupación Deportiva Alcorcón    | Alcorcón                   | Santo Domingo             |
| Fútbol Club Barcelona "B"        | Barcelona                  | Mini Estadi               |
| Real Betis Balompié              | Sevilla                    | Benito Villamarín         |
| Fútbol Club Cartagena            | Cartagena                  | Cartagonova               |
| Real Club Celta de Vigo          | Vigo                       | Balaídos                  |
| Córdoba Club de Fútbol           | Córdoba                    | Nuevo Arcángel            |
| Elche Club de Fútbol             | Elche                      | Martínez Valero           |
| Club Gimnàstic de Tarragona      | Tarragona                  | Nou Estadi                |
| Girona Futbol Club               | Gerona                     | Montilivi                 |
| Granada Club de Fútbol           | Granada                    | Nuevo Los Cármenes        |
| Sociedad Deportiva Huesca        | Huesca                     | El Alcoraz                |
| Unión Deportiva Las Palmas       | Las Palmas de Gran Canaria | Gran Canaria              |
| Club Deportivo Numancia de Soria | Soria                      | Nuevo Los Pajaritos       |
| Sociedad Deportiva Ponferradina  | Ponferrada                 | El Toralín                |
| Rayo Vallecano de Madrid         | Madrid                     | Estadio de Vallecas       |
| Real Valladolid Club de Fútbol   | Valladolid                 | Nuevo José Zorrilla       |
| Real Club Recreativo de Huelva   | Huelva                     | Nuevo Colombino           |
| Unión Deportiva Salamanca        | Salamanca                  | Helmántico                |
| Club Deportivo Tenerife          | Santa Cruz de Tenerife     | Heliodoro Rodríguez López |
| Villarreal Club de Fútbol "B"    | Villarreal                 | Ciudad Deportiva          |
| Xerez Club Deportivo             | Jerez de la Frontera       | Municipal de Chapín       |

### Equipos porComunidad Autónoma
| Comunidad            | Número | Equipos                                                             |
| -------------------- | ------ | ------------------------------------------------------------------- |
| Andalucía            | 5      | Real Betis, Córdoba CF, Granada CF, Recreativo de Huelva y Xerez CD |
| Castilla y León      | 4      | CD Numancia, SD Ponferradina, UD Salamanca y Real Valladolid        |
| Cataluña             | 3      | Barcelona "B", Gimnàstic de Tarragona y Girona FC                   |
| Comunidad Valenciana | 2      | Elche CF y Villarreal "B"                                           |
| Canarias             | 2      | U. D. Las Palmas y C. D. Tenerife                                   |
| Comunidad de Madrid  | 2      | AD Alcorcón y Rayo Vallecano                                        |
| Región de Murcia     | 1      | FC Cartagena                                                        |
| Aragón               | 1      | SD Huesca                                                           |
| Castilla-La Mancha   | 1      | Albacete Balompié                                                   |
| Galicia              | 1      | RC Celta de Vigo                                                    |

## Clasificación

### Clasificación final
| Pos. | Equipo                     | Pts. | PJ | G  | E  | P  | GF | GC | Dif. | Clasificación                 |
| ---- | -------------------------- | ---- | -- | -- | -- | -- | -- | -- | ---- | ----------------------------- |
| 1    | Real Betis (C, A)          | 83   | 42 | 25 | 8  | 9  | 85 | 44 | +41  | Ascenso a Primera División    |
| 2    | Rayo Vallecano (A)         | 79   | 42 | 23 | 10 | 9  | 73 | 48 | +25  | Ascenso a Primera División    |
| 3    | F. C. Barcelona "B"        | 71   | 42 | 20 | 11 | 11 | 85 | 62 | +23  |                               |
| 4    | Elche C. F.                | 69   | 42 | 18 | 15 | 9  | 55 | 42 | +13  | Acceso a Playoff de ascenso   |
| 5    | Granada C. F. (A)          | 68   | 42 | 18 | 14 | 10 | 71 | 47 | +24  | Acceso a Playoff de ascenso   |
| 6    | R. C. Celta de Vigo        | 67   | 42 | 17 | 16 | 9  | 62 | 43 | +19  | Acceso a Playoff de ascenso   |
| 7    | Real Valladolid C. F.      | 66   | 42 | 19 | 9  | 14 | 65 | 51 | +14  | Acceso a Playoff de ascenso   |
| 8    | Xerez C. D.                | 60   | 42 | 17 | 9  | 16 | 60 | 64 | −4   |                               |
| 9    | A. D. Alcorcón             | 58   | 42 | 17 | 7  | 18 | 57 | 52 | +5   |                               |
| 10   | C. D. Numancia             | 57   | 42 | 17 | 6  | 19 | 65 | 63 | +2   |                               |
| 11   | Girona F. C.               | 57   | 42 | 15 | 12 | 15 | 58 | 56 | +2   |                               |
| 12   | R. C. Recreativo de Huelva | 56   | 42 | 12 | 20 | 10 | 44 | 37 | +7   |                               |
| 13   | F. C. Cartagena            | 56   | 42 | 16 | 8  | 18 | 48 | 63 | −15  |                               |
| 14   | S. D. Huesca               | 55   | 42 | 13 | 16 | 13 | 39 | 45 | −6   |                               |
| 15   | U. D. Las Palmas           | 54   | 42 | 13 | 15 | 14 | 56 | 71 | −15  |                               |
| 16   | Córdoba C. F.              | 52   | 42 | 13 | 13 | 16 | 58 | 63 | −5   |                               |
| 17   | Villarreal C. F. "B"       | 51   | 42 | 15 | 6  | 21 | 43 | 63 | −20  |                               |
| 18   | Gimnàstic de Tarragona     | 49   | 42 | 12 | 13 | 17 | 37 | 45 | −8   |                               |
| 19   | U. D. Salamanca (D)        | 46   | 42 | 13 | 7  | 22 | 46 | 68 | −22  | Descenso a Segunda División B |
| 20   | C. D. Tenerife (D)         | 38   | 42 | 9  | 11 | 22 | 42 | 66 | −24  | Descenso a Segunda División B |
| 21   | S. D. Ponferradina (D)     | 34   | 42 | 5  | 19 | 18 | 36 | 63 | −27  | Descenso a Segunda División B |
| 22   | Albacete Balompié (D)      | 32   | 42 | 7  | 11 | 24 | 35 | 64 | −29  | Descenso a Segunda División B |

 Fuente: BDFútbol
Criterios de clasificación: Puntos · Enfrentamientos directos · Diferencia de goles · Goles a favor · Play-off

### Evolución de la clasificación
| Equipo / Jornada | 1  | 2  | 3  | 4  | 5  | 6  | 7  | 8  | 9  | 10 | 11 | 12 | 13 | 14 | 15 | 16 | 17 | 18 | 19 | 20 | 21 | 22 | 23 | 24 | 25 | 26 | 27 | 28 | 29 | 30 | 31 | 32 | 33 | 34 | 35 | 36 | 37 | 38 | 39 | 40 | 41 | 42 |
| Equipo / Jornada |    |    |    |    |    |    |    |    |    |    |    |    |    |    |    |    |    |    |    |    |    |    |    |    |    |    |    |    |    |    |    |    |    |    |    |    |    |    |    |    |    |    |
| ---------------- | -- | -- | -- | -- | -- | -- | -- | -- | -- | -- | -- | -- | -- | -- | -- | -- | -- | -- | -- | -- | -- | -- | -- | -- | -- | -- | -- | -- | -- | -- | -- | -- | -- | -- | -- | -- | -- | -- | -- | -- | -- | -- |
| Betis            | 1  | 1  | 2  | 1  | 2  | 1  | 3  | 1  | 1  | 1  | 1  | 1  | 1  | 1  | 1  | 1  | 1  | 1  | 1  | 1  | 1  | 1  | 3  | 3  | 3  | 3  | 3  | 3  | 2  | 1  | 2  | 2  | 1  | 1  | 1  | 1  | 1  | 1  | 1  | 1  | 1  | 1  |
| Rayo             | 6  | 3  | 3  | 2  | 1  | 3  | 2  | 3  | 3  | 3  | 2  | 2  | 2  | 2  | 2  | 2  | 2  | 3  | 3  | 3  | 3  | 2  | 1  | 1  | 2  | 2  | 2  | 1  | 1  | 2  | 1  | 1  | 2  | 2  | 2  | 2  | 2  | 2  | 2  | 2  | 2  | 2  |
| Barcelona B      | 7  | 4  | 11 | 7  | 4  | 7  | 4  | 5  | 6  | 4  | 4  | 4  | 5  | 5  | 4  | 4  | 6  | 6  | 6  | 6  | 7  | 7  | 8  | 8  | 9  | 8  | 6  | 5  | 4  | 4  | 4  | 4  | 3  | 4  | 4  | 4  | 3  | 5  | 6  | 4  | 3  | 3  |
| Elche            | 8  | 5  | 10 | 13 | 12 | 15 | 11 | 11 | 10 | 11 | 12 | 10 | 13 | 13 | 9  | 7  | 7  | 8  | 10 | 10 | 10 | 10 | 12 | 12 | 10 | 13 | 9  | 7  | 6  | 5  | 5  | 6  | 5  | 5  | 5  | 6  | 6  | 4  | 3  | 5  | 5  | 4  |
| Granada          | 20 | 22 | 21 | 17 | 16 | 14 | 10 | 10 | 12 | 8  | 9  | 7  | 8  | 10 | 11 | 9  | 8  | 7  | 8  | 7  | 6  | 5  | 5  | 4  | 4  | 4  | 4  | 4  | 5  | 6  | 7  | 5  | 6  | 6  | 6  | 5  | 5  | 3  | 4  | 3  | 4  | 5  |
| Celta            | 17 | 10 | 7  | 6  | 3  | 2  | 1  | 2  | 2  | 2  | 3  | 3  | 3  | 3  | 3  | 3  | 3  | 2  | 2  | 2  | 2  | 3  | 2  | 2  | 1  | 1  | 1  | 2  | 3  | 3  | 3  | 3  | 4  | 3  | 3  | 3  | 4  | 6  | 5  | 6  | 6  | 6  |
| Valladolid       | 3  | 2  | 1  | 5  | 7  | 8  | 7  | 6  | 7  | 5  | 6  | 5  | 6  | 7  | 6  | 10 | 11 | 12 | 12 | 11 | 12 | 15 | 16 | 14 | 14 | 12 | 12 | 11 | 13 | 11 | 9  | 9  | 7  | 7  | 7  | 7  | 7  | 7  | 7  | 7  | 7  | 7  |
| Xerez            | 21 | 21 | 15 | 12 | 8  | 6  | 8  | 9  | 8  | 9  | 8  | 12 | 7  | 9  | 10 | 6  | 5  | 4  | 5  | 5  | 4  | 4  | 4  | 6  | 7  | 9  | 10 | 12 | 11 | 9  | 10 | 10 | 12 | 13 | 11 | 9  | 8  | 9  | 8  | 9  | 8  | 8  |
| Alcorcón         | 10 | 6  | 13 | 8  | 10 | 9  | 9  | 7  | 9  | 10 | 15 | 9  | 12 | 12 | 14 | 16 | 18 | 19 | 18 | 19 | 16 | 14 | 11 | 11 | 12 | 10 | 11 | 10 | 10 | 12 | 14 | 11 | 10 | 8  | 8  | 11 | 13 | 11 | 9  | 8  | 9  | 9  |
| Numancia         | 16 | 18 | 19 | 16 | 18 | 16 | 16 | 16 | 13 | 14 | 11 | 15 | 11 | 11 | 13 | 11 | 12 | 10 | 9  | 9  | 9  | 9  | 10 | 10 | 11 | 14 | 15 | 14 | 12 | 13 | 12 | 13 | 11 | 11 | 14 | 15 | 15 | 14 | 13 | 13 | 10 | 10 |
| Girona           | 4  | 12 | 8  | 10 | 14 | 17 | 17 | 17 | 14 | 15 | 13 | 13 | 15 | 14 | 15 | 14 | 16 | 17 | 14 | 12 | 11 | 13 | 9  | 9  | 8  | 6  | 5  | 6  | 9  | 10 | 8  | 8  | 9  | 9  | 10 | 12 | 10 | 8  | 12 | 12 | 14 | 11 |
| Recreativo       | 18 | 20 | 22 | 20 | 19 | 19 | 20 | 21 | 21 | 22 | 21 | 21 | 21 | 17 | 18 | 15 | 15 | 18 | 19 | 16 | 19 | 18 | 15 | 16 | 16 | 16 | 16 | 16 | 15 | 16 | 15 | 16 | 15 | 14 | 12 | 10 | 12 | 10 | 11 | 11 | 13 | 12 |
| Cartagena        | 2  | 9  | 6  | 9  | 13 | 12 | 14 | 13 | 11 | 13 | 10 | 14 | 10 | 8  | 7  | 5  | 4  | 5  | 4  | 4  | 5  | 8  | 7  | 7  | 6  | 7  | 7  | 8  | 7  | 7  | 6  | 7  | 8  | 10 | 9  | 8  | 9  | 12 | 10 | 10 | 11 | 13 |
| Huesca           | 13 | 14 | 16 | 18 | 20 | 20 | 18 | 18 | 18 | 18 | 18 | 19 | 17 | 18 | 17 | 18 | 17 | 14 | 15 | 17 | 14 | 12 | 13 | 15 | 15 | 15 | 13 | 13 | 14 | 15 | 16 | 15 | 13 | 12 | 16 | 13 | 11 | 13 | 14 | 14 | 12 | 14 |
| Las Palmas       | 5  | 7  | 4  | 3  | 5  | 5  | 6  | 8  | 5  | 7  | 7  | 8  | 9  | 6  | 8  | 12 | 13 | 13 | 16 | 18 | 18 | 17 | 17 | 17 | 17 | 18 | 20 | 20 | 19 | 18 | 17 | 17 | 17 | 17 | 17 | 17 | 17 | 15 | 15 | 15 | 16 | 15 |
| Córdoba          | 11 | 15 | 17 | 19 | 15 | 13 | 15 | 14 | 15 | 16 | 14 | 16 | 16 | 16 | 16 | 17 | 14 | 15 | 17 | 13 | 13 | 11 | 14 | 13 | 13 | 11 | 14 | 15 | 16 | 14 | 13 | 14 | 16 | 15 | 15 | 16 | 16 | 17 | 16 | 16 | 15 | 16 |
| Villarreal "B"   | 22 | 13 | 9  | 11 | 9  | 11 | 13 | 12 | 16 | 12 | 16 | 11 | 14 | 15 | 12 | 13 | 10 | 9  | 7  | 8  | 8  | 6  | 6  | 5  | 5  | 5  | 8  | 9  | 8  | 8  | 11 | 12 | 14 | 16 | 13 | 14 | 14 | 16 | 17 | 17 | 17 | 17 |
| Gimnàstic        | 15 | 11 | 14 | 15 | 17 | 18 | 19 | 20 | 20 | 20 | 19 | 20 | 19 | 21 | 22 | 22 | 22 | 22 | 20 | 20 | 20 | 20 | 20 | 18 | 18 | 19 | 17 | 17 | 17 | 17 | 18 | 18 | 18 | 18 | 18 | 18 | 18 | 18 | 18 | 18 | 18 | 18 |
| Salamanca        | 12 | 8  | 5  | 4  | 6  | 4  | 5  | 4  | 4  | 6  | 5  | 6  | 4  | 4  | 5  | 8  | 9  | 11 | 11 | 14 | 15 | 16 | 18 | 19 | 19 | 20 | 18 | 18 | 18 | 19 | 19 | 19 | 19 | 19 | 19 | 19 | 19 | 19 | 19 | 19 | 19 | 19 |
| Tenerife         | 19 | 19 | 20 | 22 | 22 | 22 | 22 | 22 | 22 | 21 | 22 | 22 | 22 | 19 | 19 | 20 | 21 | 20 | 22 | 22 | 22 | 21 | 21 | 20 | 21 | 17 | 19 | 19 | 20 | 20 | 20 | 21 | 21 | 21 | 21 | 21 | 20 | 20 | 20 | 20 | 20 | 20 |
| Ponferradina     | 14 | 17 | 18 | 21 | 21 | 21 | 21 | 19 | 19 | 19 | 20 | 17 | 18 | 20 | 20 | 21 | 20 | 21 | 21 | 21 | 21 | 22 | 22 | 22 | 22 | 22 | 22 | 22 | 22 | 22 | 22 | 22 | 22 | 22 | 22 | 22 | 22 | 21 | 21 | 21 | 21 | 21 |
| Albacete         | 9  | 16 | 12 | 14 | 11 | 10 | 12 | 15 | 17 | 17 | 17 | 18 | 20 | 22 | 21 | 19 | 19 | 16 | 13 | 15 | 17 | 19 | 19 | 21 | 20 | 21 | 21 | 21 | 21 | 21 | 21 | 20 | 20 | 20 | 20 | 20 | 21 | 22 | 22 | 22 | 22 | 22 |

## Resultados
Los horarios corresponden a la hora peninsular y a la CET (Hora Central Europea) UTC+1 en horario estándar y UTC+2 en horario de verano en las fechas donde correspondan.

### Primera vuelta
| Valladolid       | 3 - 0 | Villarreal B   | José Zorrilla         | 27 de agosto | 21:00 |          |
| Celta de Vigo    | 1 - 2 | FC Barcelona B | Balaídos              | 28 de agosto | 18:00 | La Sexta |
| Girona FC        | 4 - 2 | CD Tenerife    | Montilivi             | 28 de agosto | 18:00 |          |
| U. D. Las Palmas | 3 - 2 | Nàstic         | Gran Canaria          | 28 de agosto | 18:00 |          |
| SD Ponferradina  | 0 - 0 | SD Huesca      | El Toralín            | 28 de agosto | 18:00 |          |
| Elche CF         | 1 - 0 | Recreativo     | Martínez Valero       | 28 de agosto | 18:00 |          |
| Rayo Vallecano   | 3 - 2 | CD Numancia    | Teresa Rivero         | 29 de agosto | 12:00 | Canal+   |
| UD Salamanca     | 1 - 1 | Córdoba CF     | Helmántico            | 29 de agosto | 19:00 |          |
| Albacete         | 1 - 1 | AD Alcorcón    | Carlos Belmonte       | 29 de agosto | 19:00 |          |
| Xerez CD         | 1 - 4 | FC Cartagena   | Chapín                | 29 de agosto | 20:30 |          |
| Real Betis       | 4 - 1 | Granada CF     | Manuel Ruiz de Lopera | 29 de agosto | 21:30 |          |

| FC Cartagena   | 0 - 1 | Elche CF         | Cartagonova               | 4 de septiembre | 18:00 | 7RM                        |
| Nàstic         | 2 - 0 | Girona FC        | Nou Estadi                | 4 de septiembre | 18:00 | El 33                      |
| SD Huesca      | 0 - 0 | U. D. Las Palmas | El Alcoraz                | 4 de septiembre | 18:00 | ATV / TVC                  |
| Villarreal B   | 1 - 0 | Albacete         | Ciudad Deportiva          | 4 de septiembre | 18:00 | CMT                        |
| Recreativo     | 1 - 3 | Real Betis       | Nuevo Colombino           | 4 de septiembre | 18:00 | CS / tvG2 / LaOtra / ETB 1 |
| Córdoba        | 2 - 3 | Rayo Vallecano   | Nuevo Arcángel            | 4 de septiembre | 20:00 | Gol T / C+ Liga            |
| AD Alcorcón    | 2 - 0 | SD Ponferradina  | Santo Domingo             | 5 de septiembre | 12:00 | Gol T                      |
| CD Numancia    | 1 - 3 | Celta de Vigo    | Los Pajaritos             | 5 de septiembre | 17:00 | Gol T / C+ Liga            |
| Granada CF     | 0 - 1 | Valladolid       | Nuevo Los Cármenes        | 5 de septiembre | 19:00 | Gol T                      |
| CD Tenerife    | 1 - 2 | UD Salamanca     | Heliodoro Rodríguez López | 5 de septiembre | 20:00 |                            |
| FC Barcelona B | 2 - 1 | Xerez CD         | Mini Estadi               | 5 de septiembre | 21:00 | Canal+                     |

| UD Salamanca     | 1 - 0 | Nàstic         | Helmántico      | 10 de septiembre | 21:00 | Gol T / C+ Liga             |
| Celta de Vigo    | 3 - 2 | Córdoba CF     | Balaídos        | 11 de septiembre | 16:00 | Marca TV                    |
| FC Cartagena     | 5 - 1 | FC Barcelona B | Cartagonova     | 11 de septiembre | 18:00 | 7RM / El 33                 |
| Rayo Vallecano   | 1 - 0 | CD Tenerife    | Teresa Rivero   | 11 de septiembre | 18:00 | LaOtra / TVC / tvG2 / ETB 1 |
| SD Ponferradina  | 1 - 5 | Villarreal B   | El Toralín      | 11 de septiembre | 18:00 |                             |
| Elche CF         | 0 - 2 | Real Betis     | Martínez Valero | 11 de septiembre | 18:00 | CS                          |
| U. D. Las Palmas | 4 - 1 | AD Alcorcón    | Gran Canaria    | 11 de septiembre | 20:00 |                             |
| Albacete         | 2 - 1 | Granada CF     | Carlos Belmonte | 11 de septiembre | 21:30 |                             |
| Valladolid       | 4 - 0 | Recreativo     | José Zorrilla   | 12 de septiembre | 12:00 | Canal+                      |
| Xerez CD         | 1 - 0 | CD Numancia    | Chapín          | 12 de septiembre | 17:00 | Gol T / C+ Liga             |
| Girona FC        | 3 - 1 | SD Huesca      | Montilivi       | 12 de septiembre | 17:00 |                             |

| Villarreal B   | 0 - 3 | U. D. Las Palmas | Ciudad Deportiva          | 17 de septiembre | 21:00 | Gol T / C+ Liga           |
| FC Barcelona B | 2 - 0 | Elche CF         | Mini Estadi               | 18 de septiembre | 16:00 | Marca TV                  |
| CD Numancia    | 2 - 0 | FC Cartagena     | Los Pajaritos             | 18 de septiembre | 18:00 | 7RM                       |
| Córdoba CF     | 0 - 2 | Xerez CD         | Nuevo Arcángel            | 18 de septiembre | 18:00 | CS2                       |
| CD Tenerife    | 0 - 2 | Celta de Vigo    | Heliodoro Rodríguez López | 18 de septiembre | 18:00 | TVC / tvG2 / C9 2 / ETB 1 |
| SD Huesca      | 0 - 1 | UD Salamanca     | El Alcoraz                | 18 de septiembre | 18:00 | ATV                       |
| AD Alcorcón    | 3 - 1 | Girona FC        | Santo Domingo             | 18 de septiembre | 18:00 | LaOtra / El 33            |
| Real Betis     | 2 - 1 | Valladolid       | Manuel Ruiz de Lopera     | 19 de septiembre | 12:00 | Canal+                    |
| Nàstic         | 0 - 1 | Rayo Vallecano   | Nou Estadi                | 19 de septiembre | 17:00 | Gol T / C+ Liga           |
| Granada CF     | 2 - 0 | SD Ponferradina  | Nuevo Los Cármenes        | 19 de septiembre | 17:00 |                           |
| Recreativo     | 0 - 0 | Albacete         | Nuevo Colombino           | 19 de septiembre | 17:00 |                           |

| Xerez CD         | 2 - 0 | CD Tenerife  | Chapín          | 24 de septiembre | 21:00 | Gol T / C+ Liga                   |
| Albacete         | 2 - 1 | Real Betis   | Carlos Belmonte | 25 de septiembre | 16:00 | Marca TV                          |
| FC Cartagena     | 1 - 2 | Córdoba CF   | Cartagonova     | 25 de septiembre | 18:00 | 7RM                               |
| Rayo Vallecano   | 4 - 0 | SD Huesca    | Teresa Rivero   | 25 de septiembre | 18:00 | ATV                               |
| Girona FC        | 2 - 3 | Villarreal B | Montilivi       | 25 de septiembre | 18:00 | El 33 / C9 2                      |
| U. D. Las Palmas | 1 - 1 | Granada CF   | Gran Canaria    | 25 de septiembre | 18:00 | TVC / CS2 / LaOtra / tvG2 / ETB 1 |
| Elche CF         | 2 - 2 | Valladolid   | Martínez Valero | 26 de septiembre | 12:00 | Canal+                            |
| FC Barcelona B   | 1 - 0 | CD Numancia  | Mini Estadi     | 26 de septiembre | 17:00 | Gol T / C+ Liga                   |
| Celta de Vigo    | 1 - 0 | Nàstic       | Balaídos        | 26 de septiembre | 17:00 |                                   |
| UD Salamanca     | 1 - 1 | AD Alcorcón  | Helmántico      | 26 de septiembre | 17:00 |                                   |
| SD Ponferradina  | 1 - 1 | Recreativo   | El Toralín      | 26 de septiembre | 17:00 |                                   |

| Villarreal B | 0 - 1 | UD Salamanca     | Ciudad Deportiva          | 1 de octubre | 21:00 | Gol T / C+ Liga                   |
| Real Betis   | 3 - 0 | SD Ponferradina  | Manuel Ruiz de Lopera     | 2 de octubre | 16:00 | Marca TV                          |
| Nàstic       | 0 - 2 | Xerez CD         | Nou Estadi                | 2 de octubre | 18:00 | El 33                             |
| SD Huesca    | 1 - 2 | Celta de Vigo    | El Alcoraz                | 2 de octubre | 18:00 | ATV / tvG2                        |
| Recreativo   | 1 - 1 | U. D. Las Palmas | Nuevo Colombino           | 2 de octubre | 18:00 | CS2 / TVC / LaOtra / C9 2 / ETB 1 |
| AD Alcorcón  | 2 - 0 | Rayo Vallecano   | Santo Domingo             | 3 de octubre | 12:00 | Canal+                            |
| CD Numancia  | 2 - 0 | Elche CF         | Los Pajaritos             | 3 de octubre | 17:00 |                                   |
| Córdoba CF   | 2 - 0 | FC Barcelona B   | Nuevo Arcángel            | 3 de octubre | 17:00 |                                   |
| Granada CF   | 2 - 1 | Girona FC        | Nuevo Los Cármenes        | 3 de octubre | 17:00 |                                   |
| CD Tenerife  | 1 - 1 | FC Cartagena     | Heliodoro Rodríguez López | 3 de octubre | 18:00 |                                   |
| Valladolid   | 1 - 1 | Albacete         | José Zorrilla             | 4 de octubre | 21:00 | Gol T / C+ Liga                   |

| Rayo Vallecano   | 3 - 0 | Villarreal B | Teresa Rivero   | 9 de octubre  | 16:00 | Marca TV                         |
| FC Cartagena     | 2 - 2 | Nàstic       | Cartagonova     | 9 de octubre  | 18:00 | 7RM / El 33                      |
| U. D. Las Palmas | 2 - 2 | Real Betis   | Gran Canaria    | 9 de octubre  | 18:00 | TVC / CS / LaOtra / tvG2 / ETB 1 |
| Elche CF         | 1 - 0 | Albacete     | Martínez Valero | 9 de octubre  | 18:00 | C9 2 / CMT                       |
| Celta de Vigo    | 3 - 0 | AD Alcorcón  | Balaídos        | 9 de octubre  | 20:00 | Gol T / C+ Liga                  |
| CD Numancia      | 1 - 1 | Córdoba CF   | Los Pajaritos   | 10 de octubre | 17:00 |                                  |
| Xerez CD         | 1 - 3 | SD Huesca    | Chapín          | 10 de octubre | 17:00 | Gol T / C+ Liga                  |
| UD Salamanca     | 1 - 2 | Granada CF   | Helmántico      | 10 de octubre | 17:00 |                                  |
| Girona FC        | 0 - 0 | Recreativo   | Montilivi       | 10 de octubre | 17:00 |                                  |
| SD Ponferradina  | 1 - 1 | Valladolid   | El Toralín      | 10 de octubre | 19:00 | Gol T                            |
| FC Barcelona B   | 3 - 1 | CD Tenerife  | Mini Estadi     | 10 de octubre | 21:00 | Canal+                           |

| Recreativo   | 0 - 2 | UD Salamanca     | Nuevo Colombino           | 15 de octubre | 21:00 | Gol T / C+ Liga      |
| Real Betis   | 2 - 1 | Girona FC        | Manuel Ruiz de Lopera     | 16 de octubre | 16:00 | Marca TV             |
| Nàstic       | 1 - 1 | FC Barcelona B   | Nou Estadi                | 16 de octubre | 18:00 | El 33 / TVC          |
| SD Huesca    | 0 - 0 | FC Cartagena     | El Alcoraz                | 16 de octubre | 18:00 | ATV / 7RM            |
| AD Alcorcón  | 3 - 1 | Xerez CD         | Santo Domingo             | 16 de octubre | 18:00 | LaOtra / CS2 / ETB 1 |
| Villarreal B | 2 - 2 | Celta de Vigo    | Ciudad Deportiva          | 16 de octubre | 18:00 | C9 2 / tvG2          |
| Albacete     | 0 - 1 | SD Ponferradina  | Carlos Belmonte           | 16 de octubre | 18:00 | CMT                  |
| Granada CF   | 1 - 1 | Rayo Vallecano   | Nuevo Los Cármenes        | 17 de octubre | 12:00 | Canal+               |
| Córdoba CF   | 0 - 0 | Elche CF         | Nuevo Arcángel            | 17 de octubre | 17:00 |                      |
| Valladolid   | 3 - 0 | U. D. Las Palmas | José Zorrilla             | 17 de octubre | 17:00 | Gol T / C+ Liga      |
| CD Tenerife  | 1 - 1 | CD Numancia      | Heliodoro Rodríguez López | 17 de octubre | 18:00 |                      |

| Xerez CD         | 3 - 1 | Villarreal B    | Chapín          | 22 de octubre | 21:00 | Gol T / C+ Liga    |
| Rayo Vallecano   | 0 - 0 | Recreativo      | Teresa Rivero   | 23 de octubre | 16:00 | Marca TV           |
| Córdoba CF       | 2 - 2 | CD Tenerife     | Nuevo Arcángel  | 23 de octubre | 18:00 | TVC                |
| FC Barcelona B   | 0 - 1 | SD Huesca       | Mini Estadi     | 23 de octubre | 18:00 | ATV                |
| FC Cartagena     | 1 - 0 | AD Alcorcón     | Cartagonova     | 23 de octubre | 18:00 | 7RM / LaOtra       |
| Celta de Vigo    | 1 - 1 | Granada CF      | Balaídos        | 23 de octubre | 18:00 | tvG2 / CS2 / ETB 1 |
| Girona FC        | 2 - 0 | Valladolid      | Montilivi       | 23 de octubre | 18:00 | El 33              |
| Elche CF         | 2 - 0 | SD Ponferradina | Martínez Valero | 23 de octubre | 18:00 | C9 2               |
| U. D. Las Palmas | 2 - 1 | Albacete        | Gran Canaria    | 23 de octubre | 20:00 |                    |
| UD Salamanca     | 0 - 3 | Real Betis      | Helmántico      | 24 de octubre | 12:00 | Canal+             |
| CD Numancia      | 1 - 0 | Nàstic          | Los Pajaritos   | 24 de octubre | 17:00 | Gol T / C+ Liga    |

| Recreativo      | 1 - 1 | Celta de Vigo    | Nuevo Colombino           | 29 de octubre | 21:00 | Gol T / C+ Liga     |
| Valladolid      | 1 - 0 | UD Salamanca     | José Zorrilla             | 30 de octubre | 16:00 | Marca TV            |
| SD Huesca       | 0 - 0 | CD Numancia      | El Alcoraz                | 30 de octubre | 18:00 | ATV / ETB 1         |
| Villarreal B    | 2 - 0 | FC Cartagena     | Ciudad Deportiva          | 30 de octubre | 18:00 | C9 2 / 7RM          |
| Granada CF      | 5 - 0 | Xerez CD         | Nuevo Los Cármenes        | 30 de octubre | 18:00 | CS2 / tvG2 / LaOtra |
| Albacete        | 1 - 1 | Girona FC        | Carlos Belmonte           | 30 de octubre | 18:00 | CMT / El 33         |
| SD Ponferradina | 3 - 2 | U. D. Las Palmas | El Toralín                | 30 de octubre | 18:00 | TVC                 |
| Real Betis      | 4 - 0 | Rayo Vallecano   | Benito Villamarín         | 31 de octubre | 12:00 | Canal+              |
| Nàstic          | 1 - 1 | Córdoba CF       | Nou Estadi                | 31 de octubre | 17:00 |                     |
| AD Alcorcón     | 1 - 3 | FC Barcelona B   | Santo Domingo             | 31 de octubre | 17:00 | Gol T / C+ Liga     |
| CD Tenerife     | 1 - 0 | Elche CF         | Heliodoro Rodríguez López | 31 de octubre | 18:00 |                     |

| Elche CF       | 2 - 2 | U. D. Las Palmas | Martínez Valero           | 5 de noviembre | 21:00 | Gol T / C+ Liga             |
| CD Numancia    | 2 - 1 | AD Alcorcón      | Los Pajaritos             | 6 de noviembre | 16:00 | Marca TV                    |
| Córdoba CF     | 2 - 0 | SD Huesca        | Nuevo Arcángel            | 6 de noviembre | 18:00 | ATV                         |
| FC Barcelona B | 4 - 1 | Villarreal B     | Mini Estadi               | 6 de noviembre | 18:00 | El 33 / C9 2                |
| FC Cartagena   | 2 - 1 | Granada CF       | Cartagonova               | 6 de noviembre | 18:00 | 7RM                         |
| Xerez CD       | 1 - 1 | Recreativo       | Chapín                    | 6 de noviembre | 18:00 | CS2                         |
| Rayo Vallecano | 3 - 0 | Valladolid       | Teresa Rivero             | 6 de noviembre | 18:00 | LaOtra / ETB 1 / TVC / tvG2 |
| UD Salamanca   | 1 - 0 | Albacete         | Helmántico                | 6 de noviembre | 18:00 | CMT                         |
| Girona FC      | 3 - 0 | SD Ponferradina  | Montilivi                 | 6 de noviembre | 18:00 | Gol T / C+ Liga             |
| Celta de Vigo  | 1 - 1 | Real Betis       | Balaídos                  | 7 de noviembre | 12:00 | Canal+                      |
| CD Tenerife    | 0 - 2 | Nàstic           | Heliodoro Rodríguez López | 7 de noviembre | 19:00 |                             |

| Villarreal B     | 1 - 0 | CD Numancia    | Ciudad Deportiva   | 12 de noviembre | 21:00 | Gol T / C+ Liga         |
| Granada CF       | 4 - 1 | FC Barcelona B | Nuevo Los Cármenes | 13 de noviembre | 16:00 | Marca TV                |
| Nàstic           | 0 - 0 | Elche CF       | Nou Estadi         | 13 de noviembre | 18:00 | El 33 / C9 2            |
| SD Huesca        | 0 - 0 | CD Tenerife    | El Alcoraz         | 13 de noviembre | 18:00 | ATV / TVC               |
| Real Betis       | 3 - 1 | Xerez CD       | Benito Villamarín  | 13 de noviembre | 18:00 | CS / 7RM / tvG2 / ETB 1 |
| Albacete         | 1 - 1 | Rayo Vallecano | Carlos Belmonte    | 13 de noviembre | 18:00 | CMT / LaOtra            |
| U. D. Las Palmas | 1 - 1 | Girona FC      | Gran Canaria       | 13 de noviembre | 18:00 |                         |
| Valladolid       | 3 - 2 | Celta de Vigo  | José Zorrilla      | 14 de noviembre | 12:00 | Canal+                  |
| Recreativo       | 3 - 0 | FC Cartagena   | Nuevo Colombino    | 14 de noviembre | 17:00 |                         |
| SD Ponferradina  | 3 - 2 | UD Salamanca   | El Toralín         | 14 de noviembre | 17:00 |                         |
| AD Alcorcón      | 2 - 1 | Córdoba CF     | Santo Domingo      | 15 de noviembre | 21:00 | Gol T / C+ Liga         |

| FC Barcelona B | 1 - 1 | Recreativo       | Mini Estadi               | 19 de noviembre | 21:00 | Gol T / C+ Liga               |
| UD Salamanca   | 4 - 2 | U. D. Las Palmas | Helmántico                | 20 de noviembre | 16:00 | Marca TV                      |
| Nàstic         | 0 - 0 | SD Huesca        | Nou Estadi                | 20 de noviembre | 18:00 | ATV                           |
| FC Cartagena   | 2 - 1 | Real Betis       | Cartagonova               | 20 de noviembre | 18:00 | 7RM / CS / TVC / tvG2 / ETB 1 |
| Rayo Vallecano | 3 - 1 | SD Ponferradina  | Teresa Rivero             | 20 de noviembre | 18:00 | LaOtra                        |
| Elche CF       | 0 - 0 | Girona FC        | Martínez Valero           | 20 de noviembre | 18:00 | C9 2 / El 33                  |
| Xerez CD       | 4 - 0 | Valladolid       | Chapín                    | 21 de noviembre | 12:00 | Canal+                        |
| Córdoba CF     | 0 - 0 | Villarreal B     | Nuevo Arcángel            | 21 de noviembre | 17:00 |                               |
| CD Numancia    | 3 - 2 | Granada CF       | Los Pajaritos             | 21 de noviembre | 17:00 |                               |
| Celta de Vigo  | 3 - 1 | Albacete         | Balaídos                  | 21 de noviembre | 17:00 | Gol T / C+ Liga               |
| CD Tenerife    | 1 - 0 | AD Alcorcón      | Heliodoro Rodríguez López | 21 de noviembre | 18:00 |                               |

| SD Ponferradina  | 0 - 0 | Celta de Vigo  | El Toralín         | 26 de noviembre | 21:00 | Gol T / C+ Liga                     |
| SD Huesca        | 2 - 2 | Elche CF       | El Alcoraz         | 27 de noviembre | 18:00 | ATV / C9 2                          |
| Albacete         | 1 - 1 | Xerez CD       | Carlos Belmonte    | 27 de noviembre | 18:00 | CMT / CS2 / 7RM                     |
| U. D. Las Palmas | 2 - 1 | Rayo Vallecano | Gran Canaria       | 27 de noviembre | 18:00 | TVC / LaOtra / tvG2 / ETB 1 / El 33 |
| Girona FC        | 1 - 1 | UD Salamanca   | Montilivi          | 27 de noviembre | 18:00 |                                     |
| AD Alcorcón      | 1 - 1 | Nàstic         | Santo Domingo      | 28 de noviembre | 12:00 |                                     |
| Granada CF       | 1 - 1 | Córdoba CF     | Nuevo Los Cármenes | 28 de noviembre | 12:00 | Canal+                              |
| Villarreal B     | 0 - 2 | CD Tenerife    | Ciudad Deportiva   | 28 de noviembre | 17:00 |                                     |
| Recreativo       | 1 - 0 | CD Numancia    | Nuevo Colombino    | 28 de noviembre | 17:00 |                                     |
| Valladolid       | 0 - 1 | FC Cartagena   | José Zorrilla      | 28 de noviembre | 17:00 | Gol T / C+ Liga                     |
| Real Betis       | 2 - 2 | FC Barcelona B | Benito Villamarín  | 8 de diciembre  | 18:00 |                                     |

| Xerez CD       | 0 - 0 | SD Ponferradina  | Chapín                    | 3 de diciembre | 21:00 | Gol T / C+ Liga                   |
| CD Numancia    | 1 - 2 | Real Betis       | Los Pajaritos             | 4 de diciembre | 16:00 | Marca TV                          |
| SD Huesca      | 3 - 1 | AD Alcorcón      | El Alcoraz                | 4 de diciembre | 18:00 | ATV / LaOtra                      |
| Nàstic         | 1 - 2 | Villarreal B     | Nou Estadi                | 4 de diciembre | 18:00 |                                   |
| Córdoba CF     | 3 - 3 | Recreativo       | Nuevo Arcángel            | 4 de diciembre | 18:00 | CS2                               |
| FC Barcelona B | 0 - 0 | Valladolid       | Mini Estadi               | 4 de diciembre | 18:00 | El 33 / C9 2 / tvG2 / TVC / ETB 1 |
| FC Cartagena   | 1 - 1 | Albacete         | Cartagonova               | 4 de diciembre | 18:00 | 7RM / CMT                         |
| Celta de Vigo  | 2 - 0 | U. D. Las Palmas | Balaídos                  | 5 de diciembre | 12:00 | Canal+                            |
| Rayo Vallecano | 2 - 0 | Girona FC        | Teresa Rivero             | 5 de diciembre | 17:00 | Gol T / C+ Liga                   |
| Elche CF       | 3 - 1 | UD Salamanca     | Martínez Valero           | 5 de diciembre | 17:00 |                                   |
| CD Tenerife    | 2 - 2 | Granada CF       | Heliodoro Rodríguez López | 26 de enero    | 21:30 |                                   |

| SD Ponferradina  | 1–2 | FC Cartagena   | El Toralín         | 10 de diciembre | 21:00 | Gol T / C+ Liga        |
| Valladolid       | 4–5 | CD Numancia    | José Zorrilla      | 11 de diciembre | 16:00 | Marca TV               |
| AD Alcorcón      | 0–1 | Elche CF       | Santo Domingo      | 11 de diciembre | 18:00 | LaOtra / C9 2          |
| Villarreal B     | 1–1 | SD Huesca      | Ciudad Deportiva   | 11 de diciembre | 18:00 | ATV                    |
| Real Betis       | 3–1 | Córdoba CF     | Benito Villamarín  | 11 de diciembre | 18:00 | CS / TVC / 7RM / ETB 1 |
| Girona FC        | 1–1 | Celta de Vigo  | Montilivi          | 11 de diciembre | 18:00 | El 33 / tvG2           |
| U. D. Las Palmas | 0–3 | Xerez CD       | Gran Canaria       | 11 de diciembre | 18:00 |                        |
| UD Salamanca     | 0–1 | Rayo Vallecano | Helmántico         | 12 de diciembre | 12:00 | Canal+                 |
| Albacete         | 2–2 | FC Barcelona B | Carlos Belmonte    | 12 de diciembre | 17:00 | Gol T / C+ Liga        |
| Granada CF       | 6–1 | Nàstic         | Nuevo Los Cármenes | 12 de diciembre | 17:00 |                        |
| Recreativo       | 3–0 | CD Tenerife    | Nuevo Colombino    | 12 de diciembre | 17:00 |                        |

| Xerez CD       | 3 - 1 | Girona FC        | Chapín                    | 17 de diciembre | 21:00 | Gol T / C+ Liga    |
| Elche CF       | 1 - 1 | Rayo Vallecano   | Martínez Valero           | 18 de diciembre | 16:00 | Marca TV           |
| AD Alcorcón    | 1 - 2 | Villarreal B     | Santo Domingo             | 18 de diciembre | 18:00 | LaOtra / C9 2      |
| SD Huesca      | 0 - 0 | Granada CF       | El Alcoraz                | 18 de diciembre | 18:00 | ATV                |
| Nàstic         | 0 - 0 | Recreativo       | Nou Estadi                | 18 de diciembre | 18:00 | El 33              |
| CD Tenerife    | 0 - 3 | Real Betis       | Heliodoro Rodríguez López | 18 de diciembre | 18:00 | TVC / CS           |
| Córdoba CF     | 1 - 0 | Valladolid       | Nuevo Arcángel            | 18 de diciembre | 18:00 |                    |
| CD Numancia    | 0 - 1 | Albacete         | Los Pajaritos             | 18 de diciembre | 18:00 | CMT                |
| Celta de Vigo  | 1 - 0 | UD Salamanca     | Balaídos                  | 18 de diciembre | 18:00 | tvG2 / 7RM / ETB 1 |
| FC Cartagena   | 5 - 2 | U. D. Las Palmas | Cartagonova               | 19 de diciembre | 12:00 | Canal+             |
| FC Barcelona B | 1 - 1 | SD Ponferradina  | Mini Estadi               | 19 de diciembre | 17:00 | Gol T / C+ Liga    |

| Granada CF       | 1–0 | AD Alcorcón    | Nuevo Los Cármenes | 2 de enero | 12:00 | Gol T / C+ Liga             |
| Rayo Vallecano   | 1–3 | Celta de Vigo  | Teresa Rivero      | 2 de enero | 12:00 | Canal+                      |
| Real Betis       | 1–0 | Nàstic         | Benito Villamarín  | 2 de enero | 16:00 | Marca TV                    |
| Villarreal B     | 1–1 | Elche CF       | Ciudad Deportiva   | 2 de enero | 18:00 | C9 2                        |
| Recreativo       | 0–1 | SD Huesca      | Nuevo Colombino    | 2 de enero | 18:00 | CS2 / ATV                   |
| Valladolid       | 2–2 | CD Tenerife    | José Zorrilla      | 2 de enero | 18:00 | TVC                         |
| Albacete         | 1–0 | Córdoba CF     | Carlos Belmonte    | 2 de enero | 18:00 |                             |
| SD Ponferradina  | 0–4 | CD Numancia    | El Toralín         | 2 de enero | 18:00 |                             |
| U. D. Las Palmas | 2–2 | FC Barcelona B | Gran Canaria       | 2 de enero | 18:00 |                             |
| Girona FC        | 1–1 | FC Cartagena   | Montilivi          | 2 de enero | 18:00 | El 33 / 7RM / LaOtra / tvG2 |
| UD Salamanca     | 2–3 | Xerez CD       | Helmántico         | 3 de enero | 20:00 | Gol T / C+ Liga             |

| Villarreal B   | 2–1   | Granada CF       | Ciudad Deportiva          | 7 de enero | 21:00 | Gol T / C+ Liga |
| Nàstic         | 1 - 0 | Valladolid       | Nou Estadi                | 8 de enero | 16:00 | Marca TV        |
| AD Alcorcón    | 2 - 1 | Recreativo       | Santo Domingo             | 8 de enero | 18:00 | LaOtra          |
| Córdoba CF     | 3 - 3 | SD Ponferradina  | Nuevo Arcángel            | 8 de enero | 18:00 | CS2             |
| CD Numancia    | 4 - 0 | U. D. Las Palmas | Los Pajaritos             | 8 de enero | 18:00 | TVC             |
| FC Barcelona B | 1 - 2 | Girona FC        | Mini Estadi               | 8 de enero | 18:00 | El 33           |
| FC Cartagena   | 1 - 0 | UD Salamanca     | Cartagonova               | 8 de enero | 18:00 | 7RM             |
| Elche CF       | 1 - 3 | Celta de Vigo    | Martínez Valero           | 8 de enero | 18:00 | C9 2 / tvG2     |
| Xerez CD       | 0 - 1 | Rayo Vallecano   | Chapín                    | 9 de enero | 12:00 | Canal+          |
| SD Huesca      | 1 - 1 | Real Betis       | El Alcoraz                | 9 de enero | 17:00 | Gol T / C+ Liga |
| CD Tenerife    | 0 - 1 | Albacete         | Heliodoro Rodríguez López | 9 de enero | 18:00 |                 |

| Girona FC        | 2 - 0 | CD Numancia    | Montilivi         | 14 de enero | 21:00 | Gol T / C+ Liga                 |
| Real Betis       | 3 - 0 | AD Alcorcón    | Benito Villamarín | 15 de enero | 16:00 | Marca TV                        |
| Valladolid       | 2 - 0 | SD Huesca      | José Zorrilla     | 15 de enero | 18:00 | ATV                             |
| Albacete         | 0 - 1 | Nàstic         | Carlos Belmonte   | 15 de enero | 18:00 | CMT / El 33                     |
| Rayo Vallecano   | 3 - 1 | FC Cartagena   | Teresa Rivero     | 15 de enero | 18:00 | LaOtra / 7RM                    |
| Celta de Vigo    | 1 - 1 | Xerez CD       | Balaídos          | 15 de enero | 18:00 | tvG2 / CS2 / TVC / C9 2 / ETB 1 |
| U. D. Las Palmas | 0 - 1 | Córdoba CF     | Gran Canaria      | 15 de enero | 18:00 |                                 |
| UD Salamanca     | 2 - 3 | FC Barcelona B | Helmántico        | 15 de enero | 18:00 | Gol T / C+ Liga                 |
| Elche CF         | 0 - 0 | Granada CF     | Martínez Valero   | 16 de enero | 12:00 | Canal+                          |
| Recreativo       | 2 - 0 | Villarreal B   | Nuevo Colombino   | 16 de enero | 17:00 |                                 |
| SD Ponferradina  | 1 - 1 | CD Tenerife    | El Tolarín        | 16 de enero | 17:00 |                                 |

| Xerez CD       | 0 - 0 | Elche CF         | Chapín                    | 21 de enero | 21:00 | Gol T / C+ Liga      |
| AD Alcorcón    | 1 - 0 | Valladolid       | Santo Domingo             | 22 de enero | 16:00 | Marca TV             |
| Granada CF     | 2 - 1 | Recreativo       | Nuevo Los Cármenes        | 22 de enero | 18:00 | CS2                  |
| Villarreal B   | 1 - 0 | Real Betis       | Ciudad Deportiva          | 22 de enero | 18:00 | C9 2 / ETB 1         |
| SD Huesca      | 1 - 0 | Albacete         | El Alcoraz                | 22 de enero | 18:00 | ATV / CMT            |
| FC Barcelona B | 1 - 2 | Rayo Vallecano   | Mini Estadi               | 22 de enero | 18:00 | El 33 / LaOtra / TVC |
| FC Cartagena   | 0 - 4 | Celta de Vigo    | Cartagonova               | 22 de enero | 18:00 | 7RM / tvG2           |
| CD Tenerife    | 1 - 1 | U. D. Las Palmas | Heliodoro Rodríguez López | 23 de enero | 12:00 | Canal+               |
| Nàstic         | 0 - 0 | SD Ponferradina  | Nou Estadi                | 23 de enero | 17:00 |                      |
| Córdoba CF     | 1 - 1 | Girona FC        | Nuevo Arcángel            | 23 de enero | 17:00 |                      |
| CD Numancia    | 3 - 2 | UD Salamanca     | Los Pajaritos             | 23 de enero | 17:00 | Gol T / C+ Liga      |

### Segunda vuelta
| AD Alcorcón    | 2 - 0 | Albacete         | Santo Domingo             | 28 de enero | 21:00 | Gol T / C+ Liga      |
| Recreativo     | 0 - 0 | Elche CF         | Nuevo Colombino           | 29 de enero | 16:00 | Marca TV             |
| FC Cartagena   | 1 - 2 | Xerez CD         | Cartagonova               | 29 de enero | 18:00 | 7RM / CS2            |
| FC Barcelona B | 1 - 1 | Celta de Vigo    | Mini Estadi               | 29 de enero | 18:00 | El 33 / tvG2 / ETB 1 |
| CD Numancia    | 0 - 3 | Rayo Vallecano   | Los Pajaritos             | 29 de enero | 18:00 | LaOtra               |
| Córdoba CF     | 2 - 0 | UD Salamanca     | Nuevo Arcángel            | 29 de enero | 18:00 | Gol T / C+ Liga      |
| Nàstic         | 0 - 0 | U. D. Las Palmas | Nou Estadi                | 29 de enero | 18:00 | TVC                  |
| SD Huesca      | 1 - 0 | SD Ponferradina  | El Alcoraz                | 29 de enero | 18:00 | ATV                  |
| Villarreal B   | 2 - 0 | Valladolid       | Ciudad Deportiva          | 29 de enero | 18:00 | C9 2                 |
| Granada CF     | 3 - 0 | Real Betis       | Nuevo Los Cármenes        | 30 de enero | 12:00 | Canal+               |
| CD Tenerife    | 3 - 3 | Girona FC        | Heliodoro Rodríguez López | 30 de enero | 18:00 |                      |

| Xerez CD         | 1 - 0 | FC Barcelona B | Chapín            | 4 de febrero | 21:00 | Gol T / C+ Liga             |
| Valladolid       | 2 - 3 | Granada CF     | José Zorrilla     | 5 de febrero | 16:00 | Marca TV                    |
| Elche CF         | 1 - 2 | FC Cartagena   | Martínez Valero   | 5 de febrero | 18:00 | 7RM                         |
| Rayo Vallecano   | 4 - 2 | Córdoba        | Teresa Rivero     | 5 de febrero | 18:00 | LaOtra / CS2 / tvG2 / ETB 1 |
| UD Salamanca     | 1 - 2 | CD Tenerife    | Helmántico        | 5 de febrero | 18:00 | TVC                         |
| Girona FC        | 2 - 1 | Nàstic         | Montilivi         | 5 de febrero | 18:00 | El 33                       |
| U. D. Las Palmas | 1 - 1 | SD Huesca      | Gran Canaria      | 5 de febrero | 18:00 |                             |
| Albacete         | 0 - 2 | Villarreal B   | Carlos Belmonte   | 5 de febrero | 18:00 | CMT / C9 2                  |
| Real Betis       | 0 - 1 | Recreativo     | Benito Villamarín | 6 de febrero | 12:00 | Canal+                      |
| SD Ponferradina  | 1 - 2 | AD Alcorcón    | El Toralín        | 6 de febrero | 17:00 |                             |
| Celta de Vigo    | 4 - 0 | CD Numancia    | Balaídos          | 7 de febrero | 21:00 | Gol T / C+ Liga             |

| Granada CF     | 3 - 0 | Albacete         | Nuevo Los Cármenes        | 11 de febrero | 21:00 | Gol T / C+ Liga                |
| FC Barcelona B | 3 - 0 | FC Cartagena     | Mini Estadi               | 12 de febrero | 16:00 | Marca TV                       |
| CD Numancia    | 3 - 0 | Xerez CD         | Los Pajaritos             | 12 de febrero | 18:00 |                                |
| SD Huesca      | 0 - 1 | Girona FC        | El Alcoraz                | 12 de febrero | 18:00 | ATV / Esport3                  |
| AD Alcorcón    | 5 - 0 | U. D. Las Palmas | Santo Domingo             | 12 de febrero | 18:00 | LaOtra / TVC                   |
| Villarreal B   | 1 - 0 | SD Ponferradina  | Ciudad Deportiva          | 12 de febrero | 18:00 |                                |
| Recreativo     | 0 - 1 | Valladolid       | Nuevo Colombino           | 12 de febrero | 18:00 |                                |
| Real Betis     | 1 - 4 | Elche CF         | Benito Villamarín         | 12 de febrero | 18:00 | CS / C9 2 / tvG2 / 7RM / ETB 1 |
| CD Tenerife    | 2 - 1 | Rayo Vallecano   | Heliodoro Rodríguez López | 13 de febrero | 12:00 | Canal+                         |
| Córdoba CF     | 0 - 0 | Celta de Vigo    | Nuevo Arcángel            | 13 de febrero | 17:00 | Gol T / C+ Liga                |
| Nàstic         | 2 - 0 | UD Salamanca     | Nou Estadi                | 13 de febrero | 17:00 |                                |

| Girona FC        | 3 - 1 | AD Alcorcón    | Montilivi       | 18 de febrero | 21:00 | Gol T / C+ Liga       |
| Rayo Vallecano   | 1 - 1 | Nàstic         | Teresa Rivero   | 19 de febrero | 16:00 | Marca TV              |
| Elche CF         | 2 - 1 | FC Barcelona B | Martínez Valero | 19 de febrero | 18:00 | C9 2 / Esport3 / tvG2 |
| FC Cartagena     | 1 - 0 | CD Numancia    | Cartagonova     | 19 de febrero | 18:00 | 7RM / ETB 1           |
| Xerez CD         | 1 - 3 | Córdoba CF     | Chapín          | 19 de febrero | 18:00 | CS2 / LaOtra          |
| Celta de Vigo    | 1 - 0 | CD Tenerife    | Balaídos        | 19 de febrero | 18:00 | TVC                   |
| UD Salamanca     | 1 - 1 | SD Huesca      | Helmántico      | 19 de febrero | 18:00 | ATV                   |
| U. D. Las Palmas | 2 - 2 | Villarreal B   | Gran Canaria    | 19 de febrero | 18:00 |                       |
| Albacete         | 1 - 1 | Recreativo     | Carlos Belmonte | 19 de febrero | 18:00 | CMT                   |
| Valladolid       | 1 - 0 | Real Betis     | José Zorrilla   | 20 de febrero | 12:00 | Canal+                |
| SD Ponferradina  | 0 - 0 | Granada CF     | El Toralín      | 20 de febrero | 17:00 | Gol T / C+ Liga       |

| CD Tenerife  | 2 - 1 | Xerez CD         | Heliodoro Rodríguez López | 25 de febrero | 21:00 | Gol T / C+ Liga                |
| Nàstic       | 1 - 2 | Celta de Vigo    | Nou Estadi                | 26 de febrero | 16:00 | Marca TV                       |
| CD Numancia  | 4 - 6 | FC Barcelona B   | Los Pajaritos             | 26 de febrero | 18:00 |                                |
| Córdoba CF   | 2 - 0 | FC Cartagena     | Nuevo Arcángel            | 26 de febrero | 18:00 |                                |
| AD Alcorcón  | 4 - 0 | UD Salamanca     | Santo Domingo             | 26 de febrero | 18:00 | LaOtra                         |
| Villarreal B | 0 - 1 | Girona FC        | Ciudad Deportiva          | 26 de febrero | 18:00 | C9 2 / Esport3                 |
| Granada CF   | 5 - 2 | U. D. Las Palmas | Nuevo Los Cármenes        | 26 de febrero | 18:00 | CS2 / TVC / tvG2 / 7RM / ETB 1 |
| Recreativo   | 1 - 1 | SD Ponferradina  | Nuevo Colombino           | 26 de febrero | 18:00 |                                |
| Valladolid   | 2 - 0 | Elche CF         | José Zorrilla             | 26 de febrero | 18:00 |                                |
| SD Huesca    | 4 - 1 | Rayo Vallecano   | El Alcoraz                | 27 de febrero | 12:00 | Canal+                         |
| Real Betis   | 2 - 0 | Albacete         | Benito Villamarín         | 27 de febrero | 17:00 | Gol T / C+ Liga                |

| Elche CF         | 1 - 0 | CD Numancia  | Martínez Valero | 1 de marzo | 20:00 |                      |
| FC Barcelona B   | 4 - 1 | Córdoba CF   | Mini Estadi     | 1 de marzo | 20:00 |                      |
| FC Cartagena     | 1 - 0 | CD Tenerife  | Cartagonova     | 1 de marzo | 20:00 | TVC / 7RM            |
| UD Salamanca     | 1 - 0 | Villarreal B | Helmántico      | 1 de marzo | 20:00 |                      |
| Girona FC        | 2 - 0 | Granada CF   | Montilivi       | 1 de marzo | 21:00 | Marca TV             |
| Xerez CD         | 1 - 2 | Nàstic       | Chapín          | 2 de marzo | 20:00 | CS2 / Esport3        |
| Rayo Vallecano   | 1 - 0 | AD Alcorcón  | Teresa Rivero   | 2 de marzo | 20:00 | LaOtra / tvG2 / C9 2 |
| Albacete         | 1 - 1 | Valladolid   | Carlos Belmonte | 2 de marzo | 20:00 |                      |
| U. D. Las Palmas | 1 - 1 | Recreativo   | Gran Canaria    | 2 de marzo | 21:00 |                      |
| Celta de Vigo    | 1 - 2 | SD Huesca    | Balaídos        | 3 de marzo | 20:00 | Gol T / C+ Liga      |
| SD Ponferradina  | 1 - 1 | Real Betis   | El Toralín      | 3 de marzo | 20:00 | Canal+               |

| Villarreal B | 1 - 2 | Rayo Vallecano   | Ciudad Deportiva          | 5 de marzo | 16:00 | Marca TV                    |
| Nàstic       | 2 - 0 | FC Cartagena     | Nou Estadi                | 5 de marzo | 18:00 | Esport3 / 7RM               |
| Granada CF   | 0 - 1 | UD Salamanca     | Nuevo Los Cármenes        | 5 de marzo | 18:00 | CS2 / LaOtra / ETB 1 / TVC2 |
| Albacete     | 0 - 2 | Elche CF         | Carlos Belmonte           | 5 de marzo | 18:00 | CMT / C9 2 / tvG2           |
| AD Alcorcón  | 1 - 0 | Celta de Vigo    | Santo Domingo             | 6 de marzo | 12:00 | Canal+                      |
| Córdoba CF   | 1 - 2 | CD Numancia      | Nuevo Arcángel            | 6 de marzo | 17:00 |                             |
| SD Huesca    | 1 - 1 | Xerez CD         | El Alcoraz                | 6 de marzo | 17:00 |                             |
| Recreativo   | 4 - 0 | Girona FC        | Nuevo Colombino           | 6 de marzo | 17:00 |                             |
| Real Betis   | 4 - 1 | U. D. Las Palmas | Benito Villamarín         | 6 de marzo | 17:00 | Gol T / C+ Liga             |
| Valladolid   | 2 - 1 | SD Ponferradina  | José Zorrilla             | 6 de marzo | 17:00 |                             |
| CD Tenerife  | 1 - 4 | FC Barcelona B   | Heliodoro Rodríguez López | 7 de marzo | 19:00 | Gol T / C+ Liga             |

| Elche CF         | 2 - 1 | Córdoba CF   | Martínez Valero | 11 de marzo | 21:00 | Gol T / C+ Liga     |
| Girona FC        | 0 - 1 | Real Betis   | Montilivi       | 12 de marzo | 16:00 | Marca TV            |
| CD Numancia      | 1 - 1 | CD Tenerife  | Los Pajaritos   | 12 de marzo | 18:00 | TVC                 |
| FC Barcelona B   | 4 - 0 | Nàstic       | Mini Estadi     | 12 de marzo | 18:00 | Esport3             |
| FC Cartagena     | 2 - 0 | SD Huesca    | Cartagonova     | 12 de marzo | 18:00 | 7RM / ATV           |
| Xerez CD         | 0 - 0 | AD Alcorcón  | Chapín          | 12 de marzo | 18:00 | CS2 / LaOtra        |
| Celta de Vigo    | 0 - 1 | Villarreal B | Balaídos        | 12 de marzo | 18:00 | tvG2 / C9 2 / ETB 1 |
| U. D. Las Palmas | 2 - 0 | Valladolid   | Gran Canaria    | 12 de marzo | 18:00 |                     |
| SD Ponferradina  | 2 - 1 | Albacete     | El Toralín      | 12 de marzo | 18:00 | CMT                 |
| Rayo Vallecano   | 1 - 1 | Granada CF   | Teresa Rivero   | 13 de marzo | 12:00 | Canal+              |
| UD Salamanca     | 0 - 1 | Recreativo   | Helmántico      | 13 de marzo | 17:00 | Gol T / C+ Liga     |

| Villarreal B    | 1 - 2 | Xerez CD         | Ciudad Deportiva          | 18 de marzo | 21:00 | Gol T / C+ Liga          |
| Recreativo      | 1 - 1 | Rayo Vallecano   | Nuevo Colombino           | 19 de marzo | 16:00 | Marca TV                 |
| CD Tenerife     | 1 - 2 | Córdoba CF       | Heliodoro Rodríguez López | 19 de marzo | 18:00 |                          |
| SD Huesca       | 1 - 1 | FC Barcelona B   | El Alcoraz                | 19 de marzo | 18:00 | ATV / Esport3            |
| AD Alcorcón     | 0 - 0 | FC Cartagena     | Santo Domingo             | 19 de marzo | 18:00 | LaOtra / 7RM             |
| Real Betis      | 1 - 0 | UD Salamanca     | Benito Villamarín         | 19 de marzo | 18:00 | CS / C9 2 / tvG2 / ETB 1 |
| Albacete        | 0 - 1 | U. D. Las Palmas | Carlos Belmonte           | 19 de marzo | 18:00 | CMT / TVC                |
| SD Ponferradina | 0 - 1 | Elche CF         | El Toralín                | 19 de marzo | 18:00 |                          |
| Granada CF      | 1 - 1 | Celta de Vigo    | Nuevo Los Cármenes        | 20 de marzo | 12:00 | Canal+                   |
| Nàstic          | 1 - 0 | CD Numancia      | Nou Estadi                | 20 de marzo | 17:00 |                          |
| Valladolid      | 1 - 0 | Girona FC        | José Zorrilla             | 21 de marzo | 21:00 | Gol T / C+ Liga          |

| Córdoba CF       | 1 - 0 | Nàstic          | Nuevo Arcángel  | 26 de marzo | 18:00 | CS2                  |
| CD Numancia      | 3 - 1 | SD Huesca       | Los Pajaritos   | 26 de marzo | 18:00 | ATV                  |
| FC Cartagena     | 2 - 0 | Villarreal B    | Cartagonova     | 26 de marzo | 18:00 | 7RM / LaOtra / ETB 1 |
| Girona FC        | 3 - 0 | Albacete        | Montilivi       | 26 de marzo | 18:00 | Esport3 / CMT        |
| U. D. Las Palmas | 1 - 0 | SD Ponferradina | Gran Canaria    | 26 de marzo | 18:00 | TVC / tvG2           |
| FC Barcelona B   | 2 - 0 | AD Alcorcón     | Mini Estadi     | 26 de marzo | 20:00 | Gol T                |
| Celta de Vigo    | 0 - 3 | Recreativo      | Balaídos        | 26 de marzo | 22:00 | Marca TV             |
| UD Salamanca     | 0 - 5 | Valladolid      | Helmántico      | 27 de marzo | 12:00 | Gol T / C+ Liga      |
| Elche CF         | 1 - 0 | CD Tenerife     | Martínez Valero | 27 de marzo | 17:00 | Gol T / C+ Liga      |
| Xerez CD         | 1 - 1 | Granada CF      | Chapín          | 27 de marzo | 19:00 | Gol T                |
| Rayo Vallecano   | 1 - 0 | Real Betis      | Teresa Rivero   | 27 de marzo | 21:00 | Canal+               |

| U. D. Las Palmas | 2 - 1 | Elche CF       | Gran Canaria       | 1 de abril | 21:00 | Gol T / C+ Liga       |
| Granada CF       | 2 - 1 | FC Cartagena   | Nuevo Los Cármenes | 2 de abril | 16:00 | Marca TV              |
| Nàstic           | 1 - 1 | CD Tenerife    | Nou Estadi         | 2 de abril | 18:00 | TVC                   |
| SD Huesca        | 2 - 0 | Córdoba CF     | El Alcoraz         | 2 de abril | 18:00 | ATV                   |
| Villarreal B     | 2 - 3 | FC Barcelona B | Ciudad Deportiva   | 2 de abril | 18:00 | C9 2 / Esport3 / tvG2 |
| Recreativo       | 1 - 1 | Xerez CD       | Nuevo Colombino    | 2 de abril | 18:00 | CS2                   |
| Valladolid       | 2 - 2 | Rayo Vallecano | José Zorrilla      | 2 de abril | 18:00 | LaOtra                |
| Albacete         | 1 - 0 | UD Salamanca   | Carlos Belmonte    | 2 de abril | 18:00 | CMT / ETB 1           |
| AD Alcorcón      | 3 - 1 | CD Numancia    | Santo Domingo      | 3 de abril | 12:00 |                       |
| Real Betis       | 1 - 1 | Celta de Vigo  | Benito Villamarín  | 3 de abril | 12:00 | Canal+                |
| SD Ponferradina  | 1 - 1 | Girona FC      | El Toralín         | 3 de abril | 17:00 | Gol T / C+ Liga       |

| FC Barcelona B | 4 - 0 | Granada CF       | Mini Estadi               | 8 de abril  | 21:00 | Gol T / C+ Liga       |
| Celta de Vigo  | 1 - 2 | Valladolid       | Balaídos                  | 9 de abril  | 16:00 | Marca TV              |
| Elche CF       | 1 - 0 | Nàstic           | Martínez Valero           | 9 de abril  | 18:00 | C9 2 / Esport3 / tvG2 |
| CD Tenerife    | 0 - 1 | SD Huesca        | Heliodoro Rodríguez López | 9 de abril  | 18:00 | TVC / ATV             |
| FC Cartagena   | 1 - 3 | Recreativo       | Cartagonova               | 9 de abril  | 18:00 | 7RM / CS2 / ETB 1     |
| Rayo Vallecano | 3 - 3 | Albacete         | Teresa Rivero             | 9 de abril  | 18:00 | LaOtra / CMT          |
| Xerez CD       | 2 - 3 | Real Betis       | Chapín                    | 10 de abril | 12:00 | Canal+                |
| Córdoba CF     | 1 - 4 | AD Alcorcón      | Nuevo Arcángel            | 10 de abril | 17:00 |                       |
| CD Numancia    | 2 - 1 | Villarreal B     | Los Pajaritos             | 10 de abril | 17:00 |                       |
| UD Salamanca   | 2 - 2 | SD Ponferradina  | Helmántico                | 10 de abril | 17:00 |                       |
| Girona FC      | 1 - 1 | U. D. Las Palmas | Montilivi                 | 10 de abril | 17:00 | Gol T / C+ Liga       |

| Recreativo       | 1 - 1 | FC Barcelona B | Nuevo Colombino    | 15 de abril | 21:00 | Gol T / C+ Liga         |
| Granada CF       | 2 - 0 | CD Numancia    | Nuevo Los Cármenes | 16 de abril | 16:00 | Marca TV                |
| SD Huesca        | 1 - 1 | Nàstic         | El Alcoraz         | 16 de abril | 18:00 | ATV                     |
| Real Betis       | 5 - 0 | FC Cartagena   | Benito Villamarín  | 16 de abril | 18:00 | CS / 7RM / tvG2 / ETB 1 |
| SD Ponferradina  | 0 - 1 | Rayo Vallecano | El Toralín         | 16 de abril | 18:00 | LaOtra                  |
| U. D. Las Palmas | 2 - 1 | UD Salamanca   | Gran Canaria       | 16 de abril | 18:00 | TVC                     |
| Girona FC        | 2 - 2 | Elche CF       | Montilivi          | 16 de abril | 18:00 | Esport3 / C9 2          |
| AD Alcorcón      | 3 - 2 | CD Tenerife    | Santo Domingo      | 17 de abril | 12:00 |                         |
| Albacete         | 0 - 1 | Celta de Vigo  | Carlos Belmonte    | 17 de abril | 12:00 | Canal+                  |
| Villarreal B     | 0 - 3 | Córdoba CF     | Ciudad Deportiva   | 17 de abril | 17:00 |                         |
| Valladolid       | 2 - 1 | Xerez CD       | José Zorrilla      | 17 de abril | 17:00 | Gol T / C+ Liga         |

| UD Salamanca   | 1 - 0 | Girona FC        | Helmántico                | 22 de abril | 21:00 | Gol T / C+ Liga       |
| Rayo Vallecano | 2 - 0 | U. D. Las Palmas | Teresa Rivero             | 23 de abril | 16:00 | Marca TV              |
| Elche CF       | 3 - 0 | SD Huesca        | Martínez Valero           | 23 de abril | 18:00 | ATV                   |
| CD Tenerife    | 0 - 1 | Villarreal B     | Heliodoro Rodríguez López | 23 de abril | 18:00 | TVC / C9 2            |
| Córdoba CF     | 1 - 1 | Granada CF       | Nuevo Arcángel            | 23 de abril | 18:00 | CS2                   |
| CD Numancia    | 1 - 2 | Recreativo       | Los Pajaritos             | 23 de abril | 18:00 |                       |
| FC Cartagena   | 1 - 1 | Valladolid       | Cartagonova               | 23 de abril | 18:00 | 7RM                   |
| Xerez CD       | 4 - 2 | Albacete         | Chapín                    | 23 de abril | 18:00 | CMT                   |
| Celta de Vigo  | 1 - 1 | SD Ponferradina  | Balaídos                  | 23 de abril | 18:00 | tvG2 / ETB 1 / LaOtra |
| FC Barcelona B | 0 - 3 | Real Betis       | Mini Estadi               | 24 de abril | 12:00 | Canal+                |
| Nàstic         | 2 - 0 | AD Alcorcón      | Nou Estadi                | 24 de abril | 17:00 | Gol T / C+ Liga       |

| Valladolid       | 2 - 1 | FC Barcelona B | José Zorrilla      | 29 de abril | 21:00 | Gol T / C+ Liga |
| UD Salamanca     | 5 - 4 | Elche CF       | Helmántico         | 30 de abril | 16:00 | Marca TV        |
| AD Alcorcón      | 0 - 1 | SD Huesca      | Santo Domingo      | 30 de abril | 18:00 | LaOtra / ATV    |
| Villarreal B     | 0 - 2 | Nàstic         | Ciudad Deportiva   | 30 de abril | 18:00 | C9 2 / Esport3  |
| Recreativo       | 2 - 1 | Córdoba CF     | Nuevo Colombino    | 30 de abril | 18:00 |                 |
| Real Betis       | 4 - 1 | CD Numancia    | Benito Villamarín  | 30 de abril | 18:00 | CS / ETB 1      |
| Albacete         | 1 - 2 | FC Cartagena   | Carlos Belmonte    | 30 de abril | 18:00 | CMT / 7RM       |
| SD Ponferradina  | 1 - 2 | Xerez CD       | El Toralín         | 30 de abril | 18:00 |                 |
| U. D. Las Palmas | 1 - 1 | Celta de Vigo  | Gran Canaria       | 30 de abril | 18:00 | TVC / tvG2      |
| Girona FC        | 1 - 3 | Rayo Vallecano | Montilivi          | 1 de mayo   | 12:00 | Canal+          |
| Granada CF       | 2 - 1 | CD Tenerife    | Nuevo Los Cármenes | 1 de mayo   | 17:00 | Gol T / C+ Liga |

| Elche CF       | 1 - 0 | AD Alcorcón      | Martínez Valero           | 6 de mayo | 21:00 | Gol T / C+ Liga       |
| Celta de Vigo  | 0 - 4 | Girona FC        | Balaídos                  | 7 de mayo | 16:00 | Marca TV              |
| SD Huesca      | 3 - 0 | Villarreal B     | El Alcoraz                | 7 de mayo | 18:00 | ATV                   |
| CD Tenerife    | 1 - 0 | Recreativo       | Heliodoro Rodríguez López | 7 de mayo | 18:00 | TVC / CS2             |
| CD Numancia    | 3 - 3 | Valladolid       | Los Pajaritos             | 7 de mayo | 18:00 |                       |
| FC Barcelona B | 2 - 1 | Albacete         | Mini Estadi               | 7 de mayo | 18:00 | Esport3               |
| FC Cartagena   | 1 - 1 | SD Ponferradina  | Cartagonova               | 7 de mayo | 18:00 | 7RM                   |
| Xerez CD       | 2 - 1 | U. D. Las Palmas | Chapín                    | 7 de mayo | 18:00 |                       |
| Rayo Vallecano | 1 - 2 | UD Salamanca     | Teresa Rivero             | 7 de mayo | 18:00 | LaOtra / tvG2 / ETB 1 |
| Córdoba CF     | 1 - 1 | Real Betis       | Nuevo Arcángel            | 8 de mayo | 12:00 | Canal+                |
| Nàstic         | 0 - 3 | Granada CF       | Nou Estadi                | 8 de mayo | 17:00 | Gol T / C+ Liga       |

| Recreativo       | 1 - 0 | Nàstic         | Nuevo Colombino    | 11 de mayo | 21:00 |                      |
| Valladolid       | 5 - 1 | Córdoba CF     | José Zorrilla      | 11 de mayo | 21:00 | Marca TV             |
| Albacete         | 1 - 2 | CD Numancia    | Carlos Belmonte    | 11 de mayo | 21:00 |                      |
| SD Ponferradina  | 2 - 2 | FC Barcelona B | El Toralín         | 11 de mayo | 21:00 |                      |
| Real Betis       | 3 - 1 | CD Tenerife    | Benito Villamarín  | 11 de mayo | 22:00 | Canal+               |
| Villarreal B     | 1 - 4 | AD Alcorcón    | Ciudad Deportiva   | 12 de mayo | 20:00 | Gol T / C+ Liga      |
| Granada CF       | 2 - 0 | SD Huesca      | Nuevo Los Cármenes | 12 de mayo | 20:00 | CS2                  |
| Girona FC        | 4 - 2 | Xerez CD       | Montilivi          | 12 de mayo | 20:00 | Esport3              |
| U. D. Las Palmas | 2 - 0 | FC Cartagena   | Gran Canaria       | 12 de mayo | 21:30 | TVC / 7RM            |
| UD Salamanca     | 1 - 1 | Celta de Vigo  | Helmántico         | 12 de mayo | 22:00 | Gol T / C+ Liga      |
| Rayo Vallecano   | 1 - 2 | Elche CF       | Teresa Rivero      | 12 de mayo | 22:00 | LaOtra / C9 2 / tvG2 |

| CD Tenerife    | 3 - 2 | Valladolid       | Heliodoro Rodríguez López | 14 de mayo | 18:00 |                                             |
| Córdoba CF     | 5 - 1 | Albacete         | Nuevo Arcángel            | 14 de mayo | 18:00 | CS2 / tvG2 / LaOtra / TVC / ETB 1 / Esport3 |
| CD Numancia    | 3 - 0 | SD Ponferradina  | Los Pajaritos             | 14 de mayo | 18:00 |                                             |
| Nàstic         | 3 - 1 | Real Betis       | Nou Estadi                | 15 de mayo | 12:00 | Canal+                                      |
| AD Alcorcón    | 2 - 0 | Granada CF       | Santo Domingo             | 15 de mayo | 17:00 | Gol T / C+ Liga                             |
| SD Huesca      | 1 - 1 | Recreativo       | El Alcoraz                | 15 de mayo | 17:00 |                                             |
| FC Barcelona B | 3 - 5 | U. D. Las Palmas | Mini Estadi               | 15 de mayo | 17:00 |                                             |
| FC Cartagena   | 1 - 0 | Girona FC        | Cartagonova               | 15 de mayo | 17:00 |                                             |
| Xerez CD       | 2 - 0 | UD Salamanca     | Chapín                    | 15 de mayo | 17:00 |                                             |
| Celta de Vigo  | 0 - 0 | Rayo Vallecano   | Balaídos                  | 15 de mayo | 19:00 | Marca TV                                    |
| Elche CF       | 0 - 0 | Villarreal B     | Martínez Valero           | 16 de mayo | 21:00 | Gol T / C+ Liga                             |

| Granada CF       | 3 - 0 | Villarreal B   | Nuevo Los Cármenes | 20 de mayo | 21:00 | Gol T / C+ Liga     |
| Valladolid       | 1 - 0 | Nàstic         | José Zorrilla      | 21 de mayo | 16:00 | Marca TV            |
| Recreativo       | 0 - 0 | AD Alcorcón    | Nuevo Colombino    | 21 de mayo | 18:00 | LaOtra              |
| Real Betis       | 3 - 1 | SD Huesca      | Benito Villamarín  | 21 de mayo | 18:00 | CS / ATV            |
| Albacete         | 1 - 2 | CD Tenerife    | Carlos Belmonte    | 21 de mayo | 18:00 | TVC                 |
| SD Ponferradina  | 3 - 0 | Córdoba CF     | El Toralín         | 21 de mayo | 18:00 |                     |
| U. D. Las Palmas | 0 - 0 | CD Numancia    | Gran Canaria       | 21 de mayo | 18:00 |                     |
| Girona FC        | 0 - 2 | FC Barcelona B | Montilivi          | 21 de mayo | 18:00 | Esport3             |
| UD Salamanca     | 2 - 0 | FC Cartagena   | Helmántico         | 21 de mayo | 18:00 |                     |
| Celta de Vigo    | 2 - 2 | Elche CF       | Balaídos           | 21 de mayo | 18:00 | tvG2 / C9 2 / ETB 1 |
| Rayo Vallecano   | 3 - 0 | Xerez CD       | Teresa Rivero      | 22 de mayo | 12:00 | Canal+              |

| CD Tenerife    | 1 - 1 | SD Ponferradina  | Heliodoro Rodríguez López | 28 de mayo | 18:00 |                            |
| Villarreal B   | 2 - 0 | Recreativo       | Ciudad Deportiva          | 29 de mayo | 19:00 | Gol T / C+ Liga            |
| Nàstic         | 2 - 1 | Albacete         | Nou Estadi                | 29 de mayo | 19:00 | Esport3                    |
| Córdoba CF     | 2 - 0 | U. D. Las Palmas | Nuevo Arcángel            | 29 de mayo | 19:00 | TVC                        |
| CD Numancia    | 4 - 0 | Girona FC        | Los Pajaritos             | 29 de mayo | 19:00 |                            |
| FC Barcelona B | 5 - 1 | UD Salamanca     | Mini Estadi               | 29 de mayo | 19:00 | Marca TV                   |
| Granada CF     | 3 - 3 | Elche CF         | Nuevo Los Cármenes        | 29 de mayo | 21:00 | Canal+                     |
| AD Alcorcón    | 3 - 3 | Real Betis       | Santo Domingo             | 29 de mayo | 21:00 | Gol T / C+ Liga            |
| SD Huesca      | 1 - 0 | Valladolid       | El Alcoraz                | 29 de mayo | 21:00 |                            |
| FC Cartagena   | 2 - 4 | Rayo Vallecano   | Cartagonova               | 29 de mayo | 21:00 |                            |
| Xerez CD       | 2 - 1 | Celta de Vigo    | Chapín                    | 29 de mayo | 21:00 | CS2 / tvG2 / C9 2 / LaOtra |

| Real Betis       | 2 - 1 | Villarreal B   | Benito Villamarín | 4 de junio | 18:00 | Gol T / C+ Liga    |
| Albacete         | 3 - 1 | SD Huesca      | Carlos Belmonte   | 4 de junio | 18:00 | ATV                |
| SD Ponferradina  | 1 - 1 | Nàstic         | El Toralín        | 4 de junio | 18:00 |                    |
| U. D. Las Palmas | 1 - 0 | CD Tenerife    | Gran Canaria      | 4 de junio | 18:00 | TVC                |
| Girona FC        | 2 - 1 | Córdoba CF     | Montilivi         | 4 de junio | 18:00 |                    |
| UD Salamanca     | 2 - 2 | CD Numancia    | Helmántico        | 4 de junio | 18:00 |                    |
| Rayo Vallecano   | 2 - 3 | FC Barcelona B | Teresa Rivero     | 4 de junio | 18:00 | LaOtra / Esport3   |
| Recreativo       | 0 - 0 | Granada CF     | Nuevo Colombino   | 4 de junio | 20:00 | CS2 / C9 2         |
| Valladolid       | 2 - 0 | AD Alcorcón    | José Zorrilla     | 4 de junio | 20:00 | Gol T / C+ Liga    |
| Celta de Vigo    | 3 - 0 | FC Cartagena   | Balaídos          | 4 de junio | 20:00 | tvG2 / 7RM / ETB 1 |
| Elche CF         | 4 - 1 | Xerez CD       | Martínez Valero   | 4 de junio | 20:00 | Canal+             |

### Tabla de resultados cruzados
| Local \ Visitante          | ALB | ALC | BAR | BET | CAR | CEL | COR | ELC | GIM | GIR | GRA | HUE | LAS | NUM | PON | RAY | REC | SAL | TEN | VLD | VIL | XER |
| -------------------------- | --- | --- | --- | --- | --- | --- | --- | --- | --- | --- | --- | --- | --- | --- | --- | --- | --- | --- | --- | --- | --- | --- |
| Albacete Balompié          | —   | 1–1 | 2–2 | 2–1 | 1–2 | 0–1 | 1–0 | 0–2 | 0–1 | 1–1 | 2–1 | 3–1 | 0–1 | 1–2 | 0–1 | 1–1 | 1–1 | 1–0 | 1–2 | 1–1 | 0–2 | 1–1 |
| A. D. Alcorcón             | 2–0 | —   | 1–3 | 3–3 | 0–0 | 1–0 | 2–1 | 0–1 | 1–1 | 3–1 | 2–0 | 0–1 | 5–0 | 3–1 | 2–0 | 2–0 | 2–1 | 4–0 | 3–2 | 1–0 | 1–2 | 3–1 |
| F. C. Barcelona "B"        | 2–1 | 2–0 | —   | 0–3 | 3–0 | 1–1 | 4–1 | 2–0 | 4–0 | 1–2 | 4–0 | 0–1 | 3–5 | 1–0 | 1–1 | 1–2 | 1–1 | 5–1 | 3–1 | 0–0 | 4–1 | 2–1 |
| Real Betis                 | 2–0 | 3–0 | 2–2 | —   | 5–0 | 1–1 | 3–1 | 1–4 | 1–0 | 2–1 | 4–1 | 3–1 | 4–1 | 4–1 | 3–0 | 4–0 | 0–1 | 1–0 | 3–1 | 2–1 | 2–1 | 3–1 |
| F. C. Cartagena            | 1–1 | 1–0 | 5–1 | 2–1 | —   | 0–4 | 1–2 | 0–1 | 2–2 | 1–0 | 2–1 | 2–0 | 5–2 | 1–0 | 1–1 | 2–4 | 1–3 | 1–0 | 1–0 | 1–1 | 2–0 | 1–2 |
| R. C. Celta de Vigo        | 3–1 | 3–0 | 1–2 | 1–1 | 3–0 | —   | 3–2 | 2–2 | 1–0 | 0–4 | 1–1 | 1–2 | 2–0 | 4–0 | 1–1 | 0–0 | 0–3 | 1–0 | 1–0 | 1–2 | 0–1 | 1–1 |
| Córdoba C. F.              | 5–1 | 1–4 | 2–0 | 1–1 | 2–0 | 0–0 | —   | 0–0 | 1–0 | 1–1 | 1–1 | 2–0 | 2–0 | 1–2 | 3–3 | 2–3 | 3–3 | 2–0 | 2–2 | 1–0 | 0–0 | 0–2 |
| Elche C. F.                | 1–0 | 1–0 | 2–1 | 0–2 | 1–2 | 1–3 | 2–1 | —   | 1–0 | 0–0 | 0–0 | 3–0 | 2–2 | 1–0 | 2–0 | 1–1 | 1–0 | 3–1 | 1–0 | 2–2 | 0–0 | 4–1 |
| Gimnàstic de Tarragona     | 2–1 | 2–0 | 1–1 | 3–1 | 2–0 | 1–2 | 1–1 | 0–0 | —   | 2–0 | 0–3 | 0–0 | 0–0 | 1–0 | 0–0 | 0–1 | 0–0 | 2–0 | 1–1 | 1–0 | 1–2 | 0–2 |
| Girona F. C.               | 3–0 | 3–1 | 0–2 | 0–1 | 1–1 | 1–1 | 2–1 | 2–2 | 2–1 | —   | 2–0 | 3–1 | 1–1 | 2–0 | 3–0 | 1–3 | 0–0 | 1–1 | 4–2 | 2–0 | 2–3 | 4–2 |
| Granada C. F.              | 3–0 | 1–0 | 4–1 | 3–0 | 2–1 | 1–1 | 1–1 | 3–3 | 6–1 | 2–1 | —   | 2–0 | 5–2 | 2–0 | 2–0 | 1–1 | 2–1 | 0–1 | 2–1 | 0–1 | 3–0 | 5–0 |
| S. D. Huesca               | 1–0 | 3–1 | 1–1 | 1–1 | 0–0 | 1–2 | 2–0 | 2–2 | 1–1 | 0–1 | 0–0 | —   | 0–0 | 0–0 | 1–0 | 4–1 | 1–1 | 0–1 | 0–0 | 1–0 | 3–0 | 1–1 |
| U. D. Las Palmas           | 2–1 | 4–1 | 2–2 | 2–2 | 2–0 | 1–1 | 0–1 | 2–1 | 3–2 | 1–1 | 1–1 | 1–1 | —   | 0–0 | 1–0 | 2–1 | 1–1 | 2–1 | 1–0 | 2–0 | 2–2 | 0–3 |
| C. D. Numancia             | 0–1 | 2–1 | 4–6 | 1–2 | 2–0 | 1–3 | 1–1 | 2–0 | 1–0 | 4–0 | 3–2 | 3–1 | 4–0 | —   | 3–0 | 0–3 | 1–2 | 3–2 | 2–1 | 3–3 | 2–1 | 3–0 |
| S. D. Ponferradina         | 2–1 | 1–2 | 2–2 | 1–1 | 1–2 | 0–0 | 3–0 | 0–1 | 1–1 | 1–1 | 0–0 | 0–0 | 3–2 | 0–4 | —   | 0–1 | 1–1 | 3–2 | 1–1 | 1–1 | 1–5 | 1–2 |
| Rayo Vallecano             | 3–3 | 1–0 | 2–3 | 1–0 | 3–1 | 1–3 | 4–2 | 1–2 | 1–1 | 2–0 | 1–1 | 4–0 | 2–0 | 3–2 | 3–1 | —   | 0–0 | 1–2 | 1–0 | 3–0 | 3–0 | 3–0 |
| R. C. Recreativo de Huelva | 0–0 | 0–0 | 1–1 | 1–3 | 3–0 | 1–1 | 2–1 | 0–0 | 1–0 | 4–0 | 0–0 | 0–1 | 1–1 | 1–0 | 1–1 | 1–1 | —   | 0–2 | 3–0 | 0–1 | 2–0 | 1–1 |
| U. D. Salamanca            | 1–0 | 1–1 | 2–3 | 0–3 | 2–0 | 1–1 | 1–1 | 5–4 | 1–0 | 1–0 | 1–2 | 1–1 | 4–2 | 2–2 | 2–2 | 0–1 | 0–1 | —   | 1–2 | 0–5 | 1–0 | 2–3 |
| C. D. Tenerife             | 0–1 | 1–0 | 1–4 | 0–3 | 1–1 | 0–2 | 1–2 | 1–0 | 0–2 | 3–3 | 2–2 | 0–1 | 1–1 | 1–1 | 1–1 | 2–1 | 1–0 | 1–2 | —   | 3–2 | 0–1 | 2–1 |
| Real Valladolid C. F.      | 1–1 | 2–0 | 2–1 | 1–0 | 0–1 | 3–2 | 5–1 | 2–0 | 1–0 | 1–0 | 2–3 | 2–0 | 3–0 | 4–5 | 2–1 | 2–2 | 4–0 | 1–0 | 2–2 | —   | 3–0 | 2–1 |
| Villarreal C. F. "B"       | 1–0 | 1–4 | 2–3 | 1–0 | 2–0 | 2–2 | 0–3 | 1–1 | 0–2 | 0–1 | 2–1 | 1–1 | 0–3 | 1–0 | 1–0 | 1–2 | 2–0 | 0–1 | 0–2 | 2–0 | —   | 1–2 |
| Xerez C. D.                | 4–2 | 0–0 | 1–0 | 2–3 | 1–4 | 2–1 | 1–3 | 0–0 | 1–2 | 3–1 | 1–1 | 1–3 | 2–1 | 1–0 | 0–0 | 0–1 | 1–1 | 2–0 | 2–0 | 4–0 | 3–1 | —   |

## Playoff de ascenso a Primera División
|  | Semifinales           | Semifinales          | Semifinales          |   |             | Final            | Final            | Final            |  |
|  | 8/9 y 11/12 de junio  | 8/9 y 11/12 de junio | 8/9 y 11/12 de junio |   |             | 15 y 19 de junio | 15 y 19 de junio | 15 y 19 de junio |  |
|  |                       |                      |                      |   |             |                  |                  |                  |  |
|  |                       |                      |                      |   |             |                  |                  |                  |  |
|  | Elche C. F.           | 0                    | 3                    |   |             |                  |                  |                  |  |
|  | Elche C. F.           | 0                    | 3                    |   |             |                  |                  |                  |  |
|  | Real Valladolid C. F. | 1                    | 1                    |   |             |                  |                  |                  |  |
|  | Real Valladolid C. F. | 1                    | 1                    |   | Elche C. F. | 0                | 1                |                  |  |
|  |                       |                      |                      |   | Elche C. F. | 0                | 1                |                  |  |
|  |                       |                      | Granada C. F. (v)    | 0 | 1           |                  |                  |                  |  |
|  | Granada C. F.(p)      | 0                    | Granada C. F. (v)    | 0 | 1           | 1(5)             |                  |                  |  |
|  | Granada C. F.(p)      | 0                    |                      |   |             | 1(5)             |                  |                  |  |
|  | R. C. Celta de Vigo   | 1                    | 0(4)                 |   |             |                  |                  |                  |  |
|  | R. C. Celta de Vigo   | 1                    | 0(4)                 |   |             |                  |                  |                  |  |
|  |                       |                      |                      |   |             |                  |                  |                  |  |

### Semifinales

#### Elche C. F.-Real Valladolid C. F.
| 9 de junio de 2011, 21:00 (CET) | Real Valladolid C. F. | 1:0 (0:0) | Elche C. F. | Estadio José Zorrilla, Valladolid                                     |                                                                       |
|                                 | Javi Guerra 59'       | Reporte   |             | Asistencia: 21 800 espectadores Árbitro(s): Pedro Jesús Pérez Montero | Asistencia: 21 800 espectadores Árbitro(s): Pedro Jesús Pérez Montero |

| 12 de junio de 2011, 21:00 (CET) | Elche C. F.                      | 3:1 (2:1) | Real Valladolid C. F. | Estadio Martínez Valero, Elche                                |                                                               |
|                                  | Edu Albácar 43' 45+' · Ángel 57' |           | Óscar González 23'    | Asistencia: 20.500 espectadores Árbitro(s): Julio Amoedo Chas | Asistencia: 20.500 espectadores Árbitro(s): Julio Amoedo Chas |

| Pasa a la fase final Elche C. F. |

#### R. C. Celta de Vigo-Granada C. F.
| 8 de junio de 2011, 21:00 (CET) | R. C. Celta de Vigo | 1:0 (0:0) | Granada C. F. | Estadio de Balaídos, Vigo                                           |                                                                     |
|                                 | Michu 78'           | Reporte   |               | Asistencia: 20 341 espectadores Árbitro(s): Carlos Del Cerro Grande | Asistencia: 20 341 espectadores Árbitro(s): Carlos Del Cerro Grande |

| 11 de junio de 2011, 21:00 (CET) | Granada C. F.       | 1:0 (1:0) (5-4 pen.) | R. C. Celta de Vigo | Nuevo Los Cármenes, Granada                                       |                                                                   |
|                                  | Fabián Orellana 21' |                      |                     | Asistencia: 16 212 espectadores Árbitro(s): José Luis Lesma López | Asistencia: 16 212 espectadores Árbitro(s): José Luis Lesma López |

| Pasa a la fase final Granada C. F. |

### Final
| 15 de junio de 2011, 21:00 (CET) | Granada C. F. | 0:0 | Elche C. F. | Nuevo Los Cármenes, Granada                                       |  |
|                                  |               |     |             | Asistencia: 16.200 espectadores Árbitro(s): Alfonso Pino Zamorano |  |

| 18 de junio de 2011, 21:00 (CET) | Elche C. F. | 1:1 (0:1) | Granada C. F. | Estadio Martínez Valero, Elche                                   |                                                                  |
|                                  | Xumetra 80' |           | Ighalo 26'    | Asistencia: 37.500 espectadores Árbitro(s): David Miranda Torres | Asistencia: 37.500 espectadores Árbitro(s): David Miranda Torres |

| Asciende a Primera División Granada C. F. |

## Estadísticas

### Pichichi

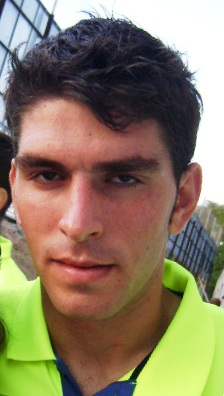
Jonathan Soriano ayudó al FC Barcelona B a completar su mejor temporada con sus 32 goles, un registro que no se superaba desde 1987.

| Jugador             | Goles | Penaltis | Equipo           |
| ------------------- | ----- | -------- | ---------------- |
| Jonathan Soriano    | 32    | 2        | FC Barcelona B   |
| Javi Guerra         | 28    | 0        | Real Valladolid  |
| Rubén Castro        | 27    | 4        | Real Betis       |
| Alex Geijo          | 24    | 0        | Granada CF       |
| Quini               | 22    | 5        | AD Alcorcón      |
| Emiliano Armenteros | 20    | 3        | Rayo Vallecano   |
| Jorge Molina Vidal  | 19    | 3        | Real Betis       |
| Ranko Despotović    | 18    | 0        | Girona FC        |
| José Mari           | 17    | 0        | Xerez CD         |
| David Rodríguez     | 17    | 0        | Celta de Vigo    |
| Nino                | 17    | 2        | CD Tenerife      |
| Toché               | 16    | 1        | FC Cartagena     |
| José Javier Barkero | 15    | 6        | CD Numancia      |
| Nolito              | 13    | 0        | FC Barcelona B   |
| Javi Guerrero       | 12    | 2        | U. D. Las Palmas |

- Fuente: MARCA

### Zamora
| Portero            | Goles | Partidos | Media | Equipo                 |
| ------------------ | ----- | -------- | ----- | ---------------------- |
| Andrés Fernández   | 26    | 31       | 0.84  | SD Huesca              |
| Ismael Falcón      | 28    | 33       | 0.85  | Celta de Vigo          |
| Fabricio Agosto    | 36    | 40       | 0.9   | Recreativo de Huelva   |
| Rubén Pérez        | 39    | 41       | 0.95  | Gimnàstic de Tarragona |
| Roberto Fernández  | 43    | 39       | 1.1   | Granada CF             |
| David Cobeño       | 40    | 34       | 1.18  | Rayo Vallecano         |
| Roberto Santamaría | 39    | 32       | 1.22  | Girona FC              |
| Manu Herrera       | 42    | 34       | 1.24  | AD Alcorcón            |
| Keylor Navas       | 49    | 36       | 1.36  | Albacete Balompié      |
| Kiko Casilla       | 49    | 35       | 1.4   | FC Cartagena           |

### Miguel Muñoz
José Ramón Sandoval, en su debut en la categoría, dirigió al Rayo Vallecano al ascenso a Primera División, y recibió del Marca el premio al mejor entrenador de la temporada.
Superó por poco a Juan Antonio Anquela, otro "novel" que llevó al Alcorcón a soñar con el play off.
| Pos. | Entrenador          | Equipo         | Puntos |
| ---- | ------------------- | -------------- | ------ |
| 1º   | José Ramón Sandoval | Rayo Vallecano | 85     |
| 2.º  | Juan A. Anquela     | AD Alcorcón    | 82     |
| 3.º  | Pepe Mel            | Real Betis     | 76     |

## Entrenadores
| Albacete                                   | Mario Simón           |
| Alcorcón                                   | Juan Antonio Anquela  |
| Barcelona "B"                              | Luis Enrique          |
| Real Betis                                 | Pepe Mel              |
| Cartagena                                  | Juan Ignacio Martínez |
| Celta de Vigo                              | Paco Herrera          |
| Córdoba                                    | Lucas Alcaraz         |
| Elche                                      | José Bordalás         |
| Gimnàstic                                  | Juan Carlos Oliva     |
| Girona FC                                  | Raül Agné             |
| Granada                                    | Fabri                 |
| Huesca                                     | Onésimo Sánchez       |
| Las Palmas                                 | Juan Manuel Rodríguez |
| Numancia                                   | Juan Carlos Unzué     |
| Ponferradina                               | Claudio Barragán      |
| Rayo Vallecano                             | José Ramón Sandoval   |
| Real Valladolid                            | Abel Resino           |
| Recreativo                                 | Carlos Ríos           |
| Salamanca                                  | Balta                 |
| Tenerife                                   | David Amaral          |
| Villarreal "B"                             | José Francisco Molina |
| Xerez                                      | Javi López            |
| Datos actualizados a: 12 de abril de 2011. |                       |

### Cambios de entrenadores
| Equipo       | Entrenador (jornadas)                                                                                          |
| ------------ | --- |
| Tenerife     | Gonzalo Arconada (1-4) Alfredo Merino (5) Juan Carlos Mandiá (6-21) Antonio Tapia (22-32) David Amaral (33-42) |
| Recreativo   | Pablo Alfaro (1-8) Carlos Ríos (9-42)                                                                          |
| Valladolid   | Antonio Gómez (1-14) Javier Torres Gómez (15) Abel Resino (16-42)                                              |
| Gimnàstic    | Luis César (1-15) Juan Carlos Oliva (16-42)                                                                    |
| Ponferradina | José Carlos Granero (1-18) Tomás Nistal (19-20) Claudio Barragán (21-42)                                       |
| Albacete     | Antonio Calderón (1-24) David Vidal (25-30) Mario Simón (31-42)                                                |
| Salamanca    | Óscar Cano (1-24) Pepe Murcia (25-33) Balta (34-42)                                                            |
| Las Palmas   | Paco Jémez (1-26) Juan Manuel Rodríguez (27-42)                                                                |
| Villarreal B | Javi Gracia (1-38) José Francisco Molina (39-42)                                                               |